# بي إم دبليو
شركة المحركات البافارية (بي إم دبليو) (بالألمانية: (Bayerische Motoren werke (BMW هي شركة ألمانية متعددة الجنسيات تنتج السيارات والدراجات النارية. تأسست الشركة في عام 1916 كشركة مصنعة لمحركات الطائرات، والتي أنتجت من 1917 حتى 1918 ومرة أخرى من 1933 إلى 1945.
يتم تسويق السيارات تحت العلامات التجارية بي أم دبليو وميني ورولز رويس، ويتم تسويق الدراجات النارية تحت العلامة التجارية بي إم دبليو موتوراد. تعد من قائمة المنافسين في السيارات في العالم وتعـد أكبر المنافسين للسيارات الألمانية الأخرى ذات الشعبية الكبيرة مثل مرسيدس وأودي وفولكس فاجن ومايباخ وسمارت. في عام 2015، كانت بي ام دبليو ثاني أكبر منتج للسيارات في العالم، حيث تم إنتاج 2,279,503 سيارة.
يقع المقر الرئيسي لشركة بي أم دبليو في ميونخ وتنتج سيارات في ألمانيا والبرازيل والصين والهند وجنوب إفريقيا والمملكة المتحدة والولايات المتحدة والمكسيك. تتمتع الشركة بسجل حافل في مجال رياضة السيارات، وخاصة في سيارات تورنج والفورمولا 1 والسيارات الرياضية وآيل أوف مان تي تي.
شعار الشركة مستلهم من مروحة طائرة، وعلم الدولة الألمانية، والأزرق والأبيض هما اللونين الأساسين لمنطقة بافاريا حيث أن مقر الشركة في ميونخ في ولاية بافاريا. محرك الاربع اسطوانات يعد من جزءا هاما من ارث بي ام دبليو، فقد كانت هذه المحركات موجودة في معظم سيارات بي ام دبليو الاقتصادية، لذلك تم تصميم مقر الشركة على شكل محرك رباعي الاسطوانات. أنتجت الشركة نماذج كثيرة من السيارات على مر السنين، وكلها تتميز عن غيرها من السيارات بوجود زوج من الشبك الأمامي لمقدمة السيارة يشبه شكل الكلية.

## التاريخ
تأسست الشركة عام 1916، وكان مقرها في ميونيخ في بافاريا. ولكن الأصول الحقيقية لتأسيس اسم الشركة يعود الي عام 1880 عندما كانت الشركة الممولة لسلاح الطيران الألماني في ذلك الوقت ويعتبر كلا من كارل وغوستافو اوتو المؤسسين الأوليين لهذه الشركة بدأت الشركة بصناعة محركات الطائرات في السنوات الأولى من تأسيسها وفي عام 1928 بدأت بتصنيع السيارات، في 7 آذار أنشأ كارل راب الشركة بشراكة مع فرانز بوب والمصرفي الثري كاميلو كاستيغليوني. لم تبدأ شركة بي إم دبليو باعتبارها شركة لصناعة السيارات، حيث انها كانت تصنع محركات الطائرات لسلاح الجو الألماني باسم راب موتورينفيرك بعد اندماج شركتي راب موتورز مع موتور وورك إلا أنها بعدما خسرت ألمانيا الحرب العالمية الأولى، تم فرض حظر على صناعة الطائرات الحربية ومحركاتها في ألمانيا بسبب معاهدة فرساي، فبدأت الشركة في صناعة الدراجات النارية ثم قررت دخول عالم صناعة السيارات بسياراتها الأولى سيارة بي ام دبليو 315.

### البداية في صناعة السيارات في مدينة ايسناخ
عام 1928 أستولت بي إم دبليو على مصنع العربات في ايسناخ المصنع للعربة الصغيرة Dixi وارتقت به إلى مصنع للسيارات. في ال22 من مارس عام 1929 قامت بي إم دبليو بصناعة أولى سياراتها في ايسناخ (بي إم دبليو 3/15 PS) والتي كانت تطويرا لعربة Dixi. عام 1932 تم تصنيع أول سيارة تحمل بصمة بي إم دبليو وهي AM1 والتي كانت أكبر من سابقتها ومتطورة أكثر فنيا فكانت تمتلك على سبيل المثال اربع فرامل للعجلات ومحور امامي بديل. عام 1933 ظهرت بي إم دبليو 303 التي تمتلك محرك 6 أسطوانات من تصنيع فريتز فيلدر (1899-1972). بعد 1933 عادت صناعة محركات الطائرات للواجهة مره أخرى وبشكل قوى من السابق وأصبحت صناعه السيارات والدراجات النارية أمراً ثانويا. رغم ذلك نجحت الشركة بإنتاج عدة موديلات جديدة مثل بي إم دبليو 326 (1935), بي إم دبليو 327 (1937) وكذلك بي إم دبليو 328 ذات التصميم الرياضي الجذاب والتي فازت في العديد من سباقات السيارات كسباق Mille Migila عام 1940 في إيطاليا.

### مرحلة الحرب العالمية الثانية
بعد استيلاء النازيين على الحكم شهدت الشركة انتعاشا كبيرا من خلال خطط هتلر الحربية حيث كانت تمد الجيش بالمحركات والطائرات. فعندما كان عدد العاملين في مجال صناعة الطائرات 8.357 شخص عام 1933 نما العدد إلى ما يقارب 180.000 عام 1938. وشاركت بي إم دبليو بالتطور الاقتصادي في تلك الفترة حيث بلغت عائداتها إلى ما يقارب 32,5 مليون رايخ مارك في عام 1933 وارتفعت لتصل 280 مليون رايخ مارك في 1939. حيث حققت الشركة فقط من فرعيها في ايسناخ وميونخ 190 مليون رايخ مارك في 1939. بين عامي 1937-1940 أنتجت الشركة السيارة الخاصة بي إم دبليو 325. في عام 1938 تم حجز شركة ارجوس للمحركات لليهودي موريتز شتراوس مما قاد إلى إنشاء المصنع الثاني للشركة في منطقة Allach بميونخ وسخرت الشركة 17.000 عامل لبناء وتجهيز المصنع. في عام 1943 صنعت الشركة محرك الطائرة بي إم دبليو 801 بقوة 2000 حصان الذي كان من أهم محركات الطائرات الألمانيا وكان على الشركة الزيادة من الإنتاج وتحسين قدرة المحرك لكن المحرك كان يعاني من عدة مشاكل منها تلف في الصمامات. وقامت الشركة بالحاقه بثلاثة محركات أخرى (بي إم دبليو 132,802,M03). خلال الحرب العالمية الثانية أصبح موقف الشركة في حال يرثى له حيث انتقل 6.189 من العاملين فيها إلى القوات المسلحة النازية مما أدى إلى فقدان الخبرات الأساسية في الإنتاج وقامت طائرات الحلفاء بشن غارات على مصنعيها في Alach وMilbersthofen في ميونخ.

### مرحلة ما بعد الحرب
بعد الحرب عام 1945 دمر مصنع الرئيسي بي إم دبليو في ميونخ بشكل كامل تقريبا واستولى السوفييت على مصنعها في آيسناخ وقاموا بعرض المنتجات بالمصنع التي تم انتاجها قبل الحرب تحت نفس الاسم (BMW) لكن بي إم دبليو في ميونخ لم تقبل عرض هذه المنتجات باسمها لمصلحة السوفييت. عام 1951 منع الاسم ((بي إم دبليو على مصنع آيسناخ وأصبحت تسمى بعد ذلك (EMW) (Eisenacher-Motoren-Werk). وبسبب الخطط الاقتصادية للسوفييت تم تحويل إنتاج المصنع من سيارات رباعية الشريط إلى أخرى ثنائية وقامت في 1955 بإنتاج EMW 340 وهي تطوير لل بي إم دبليو 326. في ميونخ لم يتم صناعة أي سيارة في هذه الفترة بسب تدمير مصنع الشركة الرئيسي وتفكيكه. واستطاعت الشركة من خلال صناعة الدرجات النارية والحلل والمكابح الوقوف على قدميها. في 1948 استطاعت الشركة صناعة أول دراجة نارية R 24 بعد الحرب وعرضها بالسوق وتبعتها بي إم دبليو 501 سيارة كبيرة الحجم ذات الست أسطوانات. 1954 صنعت محرك V-8 الخاص بالسيارة الجديدة بي إم دبليو 502 والتي أطلق عليه فيما بعد ملاك باروك Barockengel)). ولكن إنتاج هذا النوع من السيارات كان مكلفا اذ ان الشركة كانت تخسر مع كل سيارة 4000 مارك. وتوالت المشاكل في النصف الثاني من 1950 الذي شهد تراجعا حاد في بيع الدرجات النارية. في عام 1959 أوشكت شركة بي إم دبليو على الإفلاس، بسبب الحرب الباردة بين أمريكا والاتحاد السوفييتي في ذلك الحين. وكادت مرسيدس أن تستولي على منافستها التقليدية حيث فقررت شركة دايملر بنز شراء بي إم دبليو لكن بدأ موظفو بي ام دبليو من كافة الأقسام والمستويات المختلفة بإعادة شراء أسهم الشركة، كما تدخل رجل الأعمال الألماني هيربيرت كواندت واشترى المزيد من الأسهم ليرفع حصته في الشركة إلى 50%، وما زالت عائلته تمتلك جزءاً كبيراً من بي إم دبليو.

### عودة بي إم دبليو للواجهة من جديد
استمرت بي إم دبليو في العمل كشركة مستقلة ولكن كان ينقصها أخذ السيارات متوسطة الحجم بعين الاعتبار لذلك نقصتها الأموال. وهنا جاء دور هيربت كواندت Herbert Quandt)) الذي قام بتخفيض حصص المساهمين لتمويل الشركة مما رفع من راس مال الشركة إلى 60% .وتقليل تاثير البنوك على الشركة من خلال قرض بقيمة 20 مليون مارك من شركة MAN أصبحت بي إم دبليو مكتفيتا ماديا لصناعة السيارات المتوسطة الجديدة. واستغلت بي إم دبليو عام 1961 افلاس بورجوارد (Borgward) وهي إحدى الشركات المنافسة في هذا المجال حيث قامت بطرع عربتها الجديدة بي إم دبليو 1500 متوسطة الحجم. وبعد صعوبات أولية نجحت الشركة في طرح عدة أنواع جديدة 1600,1800,2000 بي إم دبليو والتي نجحت نجاحا كبيرا بسبب قوتها وقدرتها على الانتصار في سباقات السيارات. وجاءت النهضة الحقيقية لبي إم دبليو عام 1966 بطرحها للسيارات ذات البابين (سلسلة بي إم دبليو 02) 1602,1802,2002 بي إم دبليو.عام 1967 امتلكت بي إم دبليو شركة هانس للزجاج Hans Glas GmbH وقامت بتوسيعه وانتاج بعض النماذج من الزجاج التي حملت اسم بي إم دبليو (BMW-Glas) وشعارها. عام 1968 أنتجت الشركة عدة أنواع من العربات الكبيرة (بي إم دبليو 2500,2800,30SL) والتي اثارت حماسة الخبراء بسبب قوتها وسلاستها.
كان تقديم فئة سيارات السيدان الجديدة لشركة في عام 1962 بدايةً لسمعة بي ام دبليو كشركة مصنعة رائدة للسيارات الرياضية. خلال الستينيات من القرن الماضي، وسعت BMW نطاقها من خلال إضافة طرازات سيارات السيدان والكوبيه الفاخرة. تم طرح مجموعة سيارات السيدان متوسطة الحجم من الفئة الخامسة من BMW في عام 1972، تليها سيارات السيدان المدمجة من الفئة 3 في عام 1975، وبي أم دبليو الفئة السادسة الفاخرة في عام 1976 وسيارات السيدان الفئة السابعة الكبيرة الفاخرة في عام 1978.
في عام 1978، أصدر قسم بي أم دبليو أم أول سيارة له تسير على الطرقات العامة، وهي سيارة خارقة. تبع ذلك سيارة بي ام دبليو أم5 في عام 1984 وبي أم دبليو أم3 في عام 1986. أيضا في عام 1986، قدمت بي أم أول محرك ب12 أسطوانة لها في سيارة السيدان الفاخرة 750i.
اشترت الشركة مجموعة روفر في عام 1994، إلا أن عملية الاستحواذ لم تكن ناجحة وتسببت في خسائر مالية كبيرة لشركة بي ام دبليو. في عام 2000، باعت بي ام دبليو معظم ماركات روفر، واحتفظت بالعلامة التجارية ميني فقط.
في عام 1998، حصلت بي أم دبليو على حقوق العلامة التجارية رولزرويس من Vickers Plc.
توسعت سيارة بي ام دبليو زد3 عام 1995 لتشمل مجموعة من السيارات ذات المقعدين ذات الإنتاج الضخم وكانت سيارة بي ام دبليو أكس5 لعام 1999 بمثابة دخول الشركة إلى سوق سيارات الدفع الرباعي.
تم تقديم أول محرك بنزين يعمل بالشحن التوربيني بكميات كبيرة في عام 2006، مع تحول معظم المحركات إلى الشحن التوربيني خلال العقد التالي. أول سيارة هجينة كانت BMW 2010 ActiveHybrid 7، وأول سيارة كهربائية من BMW كانت سيارة BMW i3، والتي تم إصدارها في عام 2013. بعد سنوات عديدة من ترسيخ سمعة السيارات الرياضية ذات الدفع بالعجلات الخلفية، كانت أول سيارة لبي أم دبليو ذات الدفع بالعجلات الأمامية هي سيارة BMW 2 Series Active Tourer متعددة الأغراض (MPV).

### بي إم دبليو الآن
تركز الشركة في الوقت الحاضر على صناعة السيارات الفاخرة حيث تعرض مجموعة بي إم دبليو المكونة من ماركات ميني كوبر، بي إم دبليو ورولز رويس السيارات الصغيرة بأقصى درجات الفخامة ففي السنوات الأخيرة زادت مبيعات الشركة من خلال 1,7 مليون عربة وزعت حول العالم من النماذج المختلفة وفي ذات الوقت تأتي بي إم دبليو ثالثا بعد بورشيه وتويوتا من حيث الأرباح حيث بلغ معدل أرباحها 8%. اليوم تتوزع مصانع مجموعة بي إم دبليو في ميونخ (الأصل) ودينغولفينغ (أكبر المصانع) وريغنسبورغ ولاندسهوت ولايبزيغ وايسناخ وبرلين في ألمانيا وكارولاينا الجنوبية في أمريكا وجنوب افريقيا واوكسفورد وسويندون وساكس وارويكشاير الشمالية في إنجلترا وشين يانغ في الصين وشتاير في النمسا الذي انتج 80% من الدراجات النارية والتي بلغ عددها 2,0 مليون دراجة عام 2012. بالإضافة إلى معامل للتجميع بما يعرف ب CKD في القاهرة (1997-1999) السادس من أكتوبر بمصر (من 2003) وشيناي بالهند ورايونغ في تايلند وكالينينغراد في روسيا وكذلك تتواجد في اندونيسيا وماليزيا. تنتج بي إم دبليو السيارات في ألمانيا والبرازيل والصين والهند وجنوب أفريقيا والولايات المتحدة. عام 2015، كانت بي إم دبليو في المرتبة 12 بين أكبر شركات العالم المنتجة للسيارات حيث أنتجت حوالي 2,279,503 سيارة. ويعتبر شعار الشركة الدائرة الزرقاء والسوداء والبيضاء هو الشعار الرئيسي للشركة لم يتغير أبداً منذ تأسيس الشركة.

## العلامات التجارية

### اسم الشركة
اسم بي ام دبليو هو اختصار لـ Bayerische Motoren Werke (تُلفظ بالألمانية: [ˈbaɪ̯ʁɪʃə mɔˈtʰɔʁn̩ ˈvɛɐ̯kə]). هذا الاسم غير صحيح من الناحية النحوية (باللغة الألمانية، يجب ألا تحتوي الكلمات المركبة على مسافات)، وهذا هو السبب في أن شكل الاسم الصحيح نحويا Bayerische Motorenwerke (تُلفظ بالألمانية: [ˈbaɪ̯ʁɪʃə mɔˈtʰɔʁn̩vɛɐ̯kə]  ( سماع)) تم استخدامه في العديد من المنشورات والإعلانات في الماضي. تترجم العبارة Bayerische Motorenwerke إلى العربية باسم شركة المحركات البافارية. اللاحقة إيه جي، اختصار لـأكتينجيسلشافت، تشير إلى كيان مدمج مملوك من قبل المساهمين.
تُستخدم مصطلحات بيمير وبيمر وبي-إم أحيانًا في اللغة العامية للإشارة لبي ام دبليو في اللغة العربية وأحيانًا تستخدم بالتبادل للسيارات والدراجات النارية.

### شعار
يتكون شعار الشركة من حلقة سوداء تحتوي على الاحرف B M W وبدل ان يتوسطها الحصان الذي يرمز لمقاطعة بافاريا توسطها دائرة مقسمة إلى اربع اقسام ملونة بالأزرق والابيض وهي الوان علم مقاطعة بافاريا وذلك بسبب منع الشركات الخاصة من استخدام شعار المدينة أو الولاية في ذلك الوقت فمثلا قامت بعض الشركات الخاصة بتغيير ترتيب الألوان من الأبيض والازرق إلى الأزرق والابيض. عام 1923 ظهر شعار بي إم دبليو على أولى منتجاتها وهي الدراجة النارية R 32 وكانت أولى سيارة يظهر عليها الشعار هي 3/15 PS.
غالبًا ما يُعتقد أن أصل الشعار هو صورة لحركة مروحية طائرة مع شفرات بيضاء تقطع السماء الزرقاء. ومع ذلك، تم استخدام هذه الصورة لأول مرة في إعلان بي ام دبليو في عام 1929 - أي بعد مرور اثني عشر عامًا على إنشاء الشعار - وهذا ليس أصل الشعار نفسه.

### الشعار المكتوب
تم استخدام شعار "The Ultimate Driving Machine" لأول مرة في أمريكا الشمالية في عام 1974. في عام 2010، تم استبدال هذه الحملة الطويلة الأمد بحملة تهدف إلى جعل العلامة التجارية أكثر قابلية لجذب الزبائن بشكل أفضل، «الفرح». بحلول عام 2012، عادت الشركة لإستخدام "The Ultimate Driving Machine".

## التصرف المالي
بالنسبة للعام المالي 2017، سجلت الشركة أرباحًا بلغت 8.620 مليار يورو، وبلغت إيراداتها السنوية 98.678 مليار يورو، بزيادة قدرها 4.8٪ عن الدورة المالية السابقة. تم تداول أسهم بي ام دبليو بأكثر من 77 يورو للسهم، وبلغت القيمة السوقية 55.3 مليار دولار أمريكي في نوفمبر 2018.
| عام  | إيرادات في مليار. يورو € | صافي الدخل في مليار. يورو € | إجمالي الأصول في مليار. يورو € | الموظفين |
| ---- | ------------------------ | --------------------------- | ------------------------------ | -------- |
| 2013 | 76,058                   | 5.314                       | 138,368                        | 110351   |
| 2014 | 80,401                   | 5.798                       | 154,803                        | 116324   |
| 2015 | 92,175                   | 6.369                       | 172,174                        | 122244   |
| 2016 | 94,163                   | 6.863                       | 188,535                        | 124729   |
| 2017 | 98,678                   | 8.620                       | 193,483                        | 129932   |

### 2004
وصل عدد العاملين في الشركة إلى 105.972 عامل وحققت إيرادات بقيمة 44.335 مليون يورو (2003: 41.525 مليون يورو) وكان نصيب السيارات من المبيعات 42.544 مليون يورو اما الدرجات النارية 1.029 مليون يورو وخدمات مالية بقيمة 8.226 مليون يورو. بلغ سعر السهم العادي 3,30 يورو (2003: 2,89) والسهم الممتاز 3,32 يورو (2003:2,91) اما الأرباح ف 0,62 يورو للسهم العادي و0,65 للسهم الممتاز. باعت الشركة 1.023.583 سيارة ماركة بي إم دبليو، 184.357 Mini ,792 Rolls-Royce ,92.266 دراجة نارية بمجموع 1.300.998 عربة تم بيعها.

### 2005
بمساعدة 105.798 عامل (-0,2%) وصلت عائدات الشركة من السيارات إلى 45.681 مليون يورو و1.223 مليون يورو من الدراجات النارية و9.408 من الخدامات المالية. ارتفعت مبيعات مجموعة بي إم دبليو عن السنة السابقة بمقدار 9,9% حيث باعت 1.327.992 سيارة منها 1.26.768 بي إم دبليو (+10,1 %),200.428 Mini (+8,7 %), Rolls-Royceازدادت مبيعاتها بأربع سيارت فقط (796 سيارة) و97.474 دراجة نارية بزيادة مقدارها 5,6%.

### 2006
في الربع الأول اعتمدت الشركة في دخلها على سندات الصرف من 2005. الربع الثاني: ضاعفت الشركة أرباحها (بدون ضريبة) إلى ثلاثة اضعاف حيث عن العام الماضي ووصلت إلى 1,232 مليار يورو. ارتفعت المبيعات في هذه السنة إلى 8,5% بما يعادل 13,193 مليار يورو بصافي ربح 787 مليون يورو.

### 2007
وصل عدد العاملين في الشركة هذا العام إلى 107.539 عامل وحققت الشركة رقما قياسيا في المبيعات والإيرادات في ذات العام حيث وصلت أرباحها إلى 56.018 مليون يورو وارتفع فائض الربح مقارنة بالسنة السابقة بمقدار 9,0% (3.134 مليون يورو) وارتفع عائد الأسهم إلى 51,4%. أنتجت بي إم دبليو 1.541.503 سيارة (+12,8 %) منها 1.302.774 بي إم دبليو (+10,5 %), 237.700 Mini (+27,3 %) 1.029 Rolls-Royce (+21,5 %) اما الدراجات النارية فباعت مجموعة بي إم دبليو 104.396 دراجة (+0,6 %).

### 2008
تأثر دخل الشركة في هذا العام بسبب الازمة الاقتصادية حيث انخفضت أرباح الشركة قبل الضريبة إلى 315 مليون يورو بنسبة 90,9 % وكذلك انخفض عدد العاملين إلى 100.041 بنسبة 7%. أنتجت الشركة 1.439.918 سيارة (−6,6 %) منها 1.203.482 بي إم دبليو (−7,6 %), 235.019 Minis (−1,1 %) 1.417 Rolls-Royce (+37,7 %) و104.220 دراجة نارية (−0,2 %).

### 2009
استمر التراجع في أرباح الشركة حيث وصلت إيراداتها إلى 50.681 مليون يورو (−4,7 %) مقسمة كالتالي: 43.737 مليون يورو من بيع السيارات (−10,3 %) و1.069 مليون يورو من الدراجات النارية (−13,1 %) بينما ارتفع عائد الخدامات المالية ال 5% بمقدار 15.798 مليون يورو. باعت الشركة 1.286.310 سيارة (−10,4 %) منها 1.068.770 سيارة بي إم دبليو، 216.538 ميني (−6,8 %), 1.002 (−17,3 %) رولز رويس.

### 2010
عادت أرباح الشركة للارتفاع مرة أخرى حيث وصلت إلى 60.477 مليون يورو (+19,3 %) حيث وصلت إيرادات الشركة من بيع السيارات إلى 54.137 مليون يورو (+23,8 %) و1.304 مليون يورو من بيع الدرجات النارية (+22 %) وارتفعت إيراداتها من الخدمات المالية إلى 16.617 مليون يورو بنسبة 5,2 %. عالميا باعت الشركة 1.461.166 سيارة (1.224.280 بي إم دبليو (+14,6 %), 234.175 (+8,1 %) Mini, 2.711 (+170,6 %).رولز رويس.

## الدراجات النارية

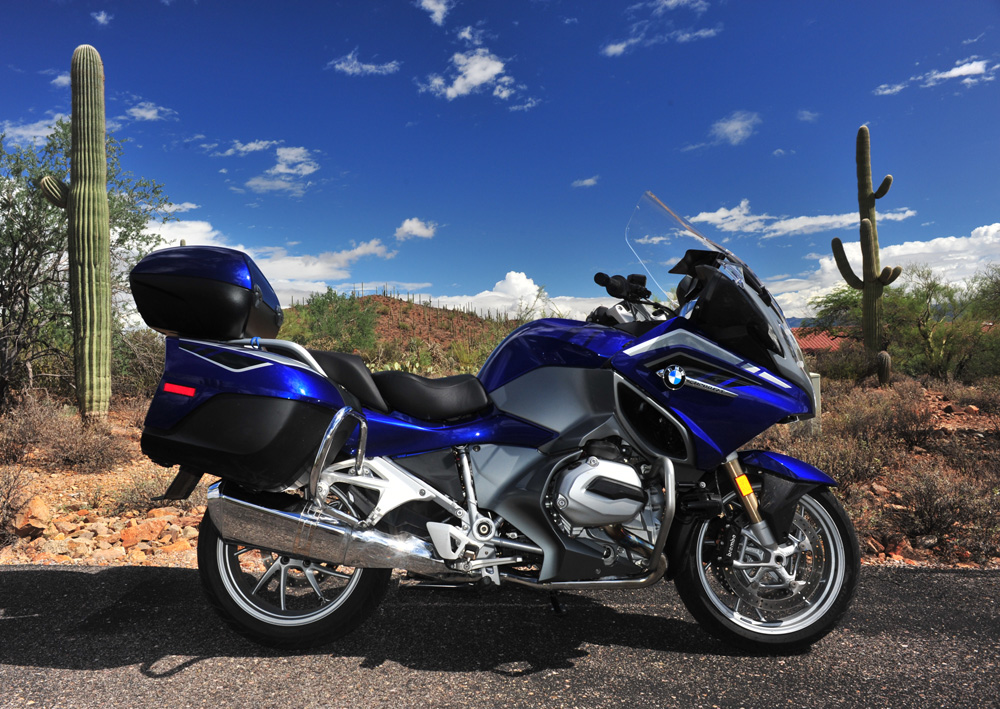
بي إم دبليو آر 1200 آر تي 2015

بدأت بي أم دبليو بإنتاج محركات الدراجات وبعد الحرب العالمية الأولى الدراجات النارية. علامتها التجارية لدراجات النارية تعرف الآن باسم بي إم دبليو موتوراد. أول دراجة نارية ناجحة هيليوس وفلينك، كانت «R32» في عام 1923، على الرغم من أن الإنتاج بدأ أصلاً في عام 1921.

## سيارات

### النماذج الحالية
الخطوط النموذجية الحالية لسيارات بي ام دبليو هي:
- الفئة الأولى هاتشباك بخمسة أبواب (كود الموديل F40). تباع سيارة سيدان بأربعة أبواب (كود الموديل F52) في الصين والمكسيك.[37]
- الفئة الثانية كوبيه ببابين (كود الموديل F22)، المكشوفة ذات البابين (F23) "Active Tourer" MPVs ذات الخمسة مقاعد (F45) و"Gran Tourer" MPVs ذات السبعة مقاعد (F46).
- الفئة الثالثة سيارات السيدان باربعة أبواب (الكود G20) واغن ستيشن ذات الأبواب الخمسة (G21).
- الفئة الرابعة سيارات كوبيه ببابين (كود الموديل F32)، المكشوفة ببابين (كود الموديل F33) والخلفيات السريعة "Gran Coupe" ذات الأبواب الخمسة (كود الموديل F36).
- الفئة الخامسة سيارات السيدان ذات الأربعة أبواب (جي30) وواغن ستيشن بخمسة أبواب (جي31). كما يتم بيع سيارة سيدان بقاعدة عجلات طويلة (جي38) في الصين.
- الفئة السادسة «غران توروزمو» كوبيه ذات أربعة أبواب (كود موديل G32)
- الفئة السابعة سيارات السيدان بأربعة أبواب (كود الموديل G11) وقاعدة العجلات الطويلة سيارات السيدان بأربعة أبواب (كود الموديل G12).
- الفئة 8 انقلابات ببابين (كود الموديل G14) والسيارات المكشوفة ذات البابين (G15) و«جران كوبيه» - ذات الأبواب الأربعة (G16).

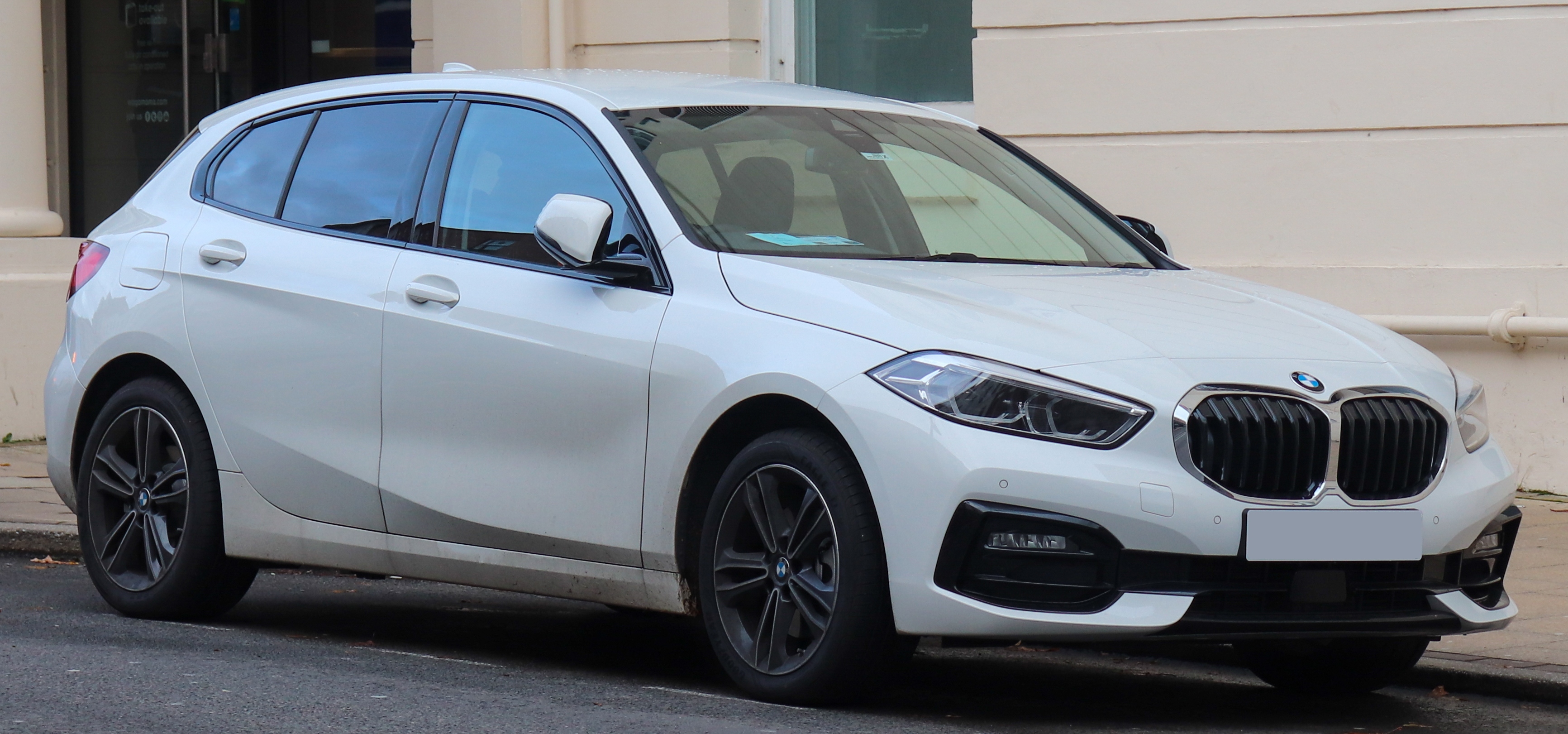
1 سلسلة ( F40 )
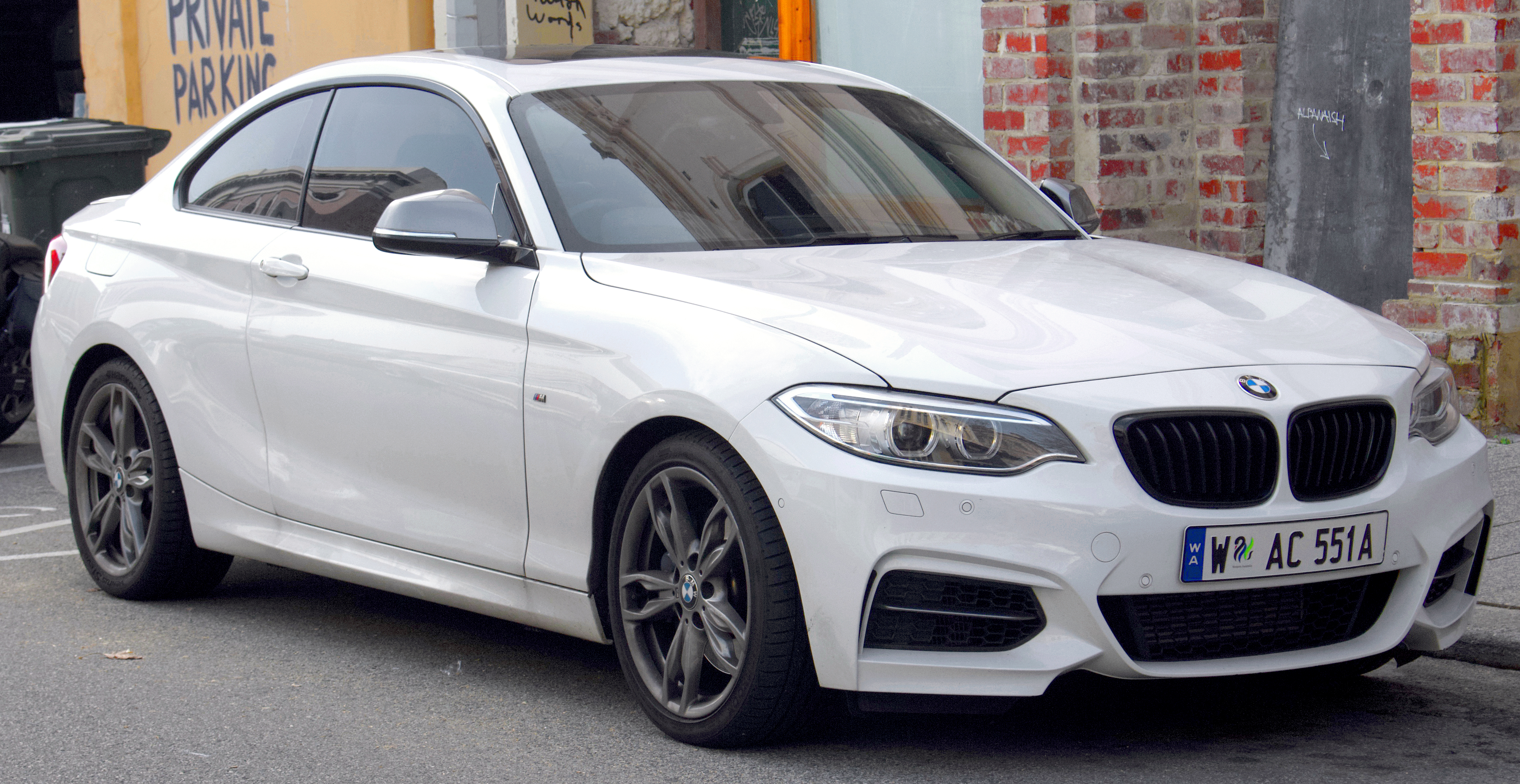
2 سلسلة ( F22 )
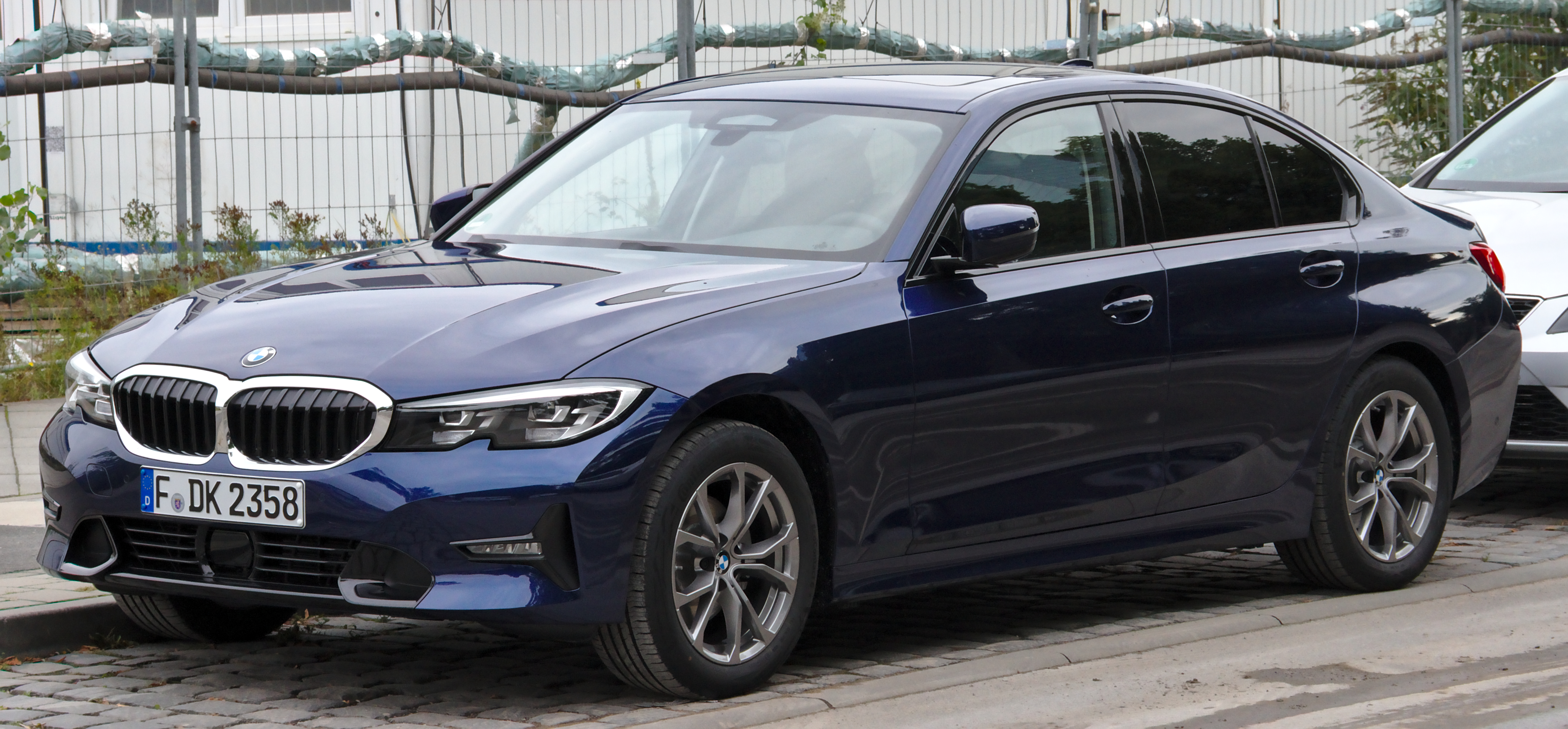
3 سلسلة ( G20 )
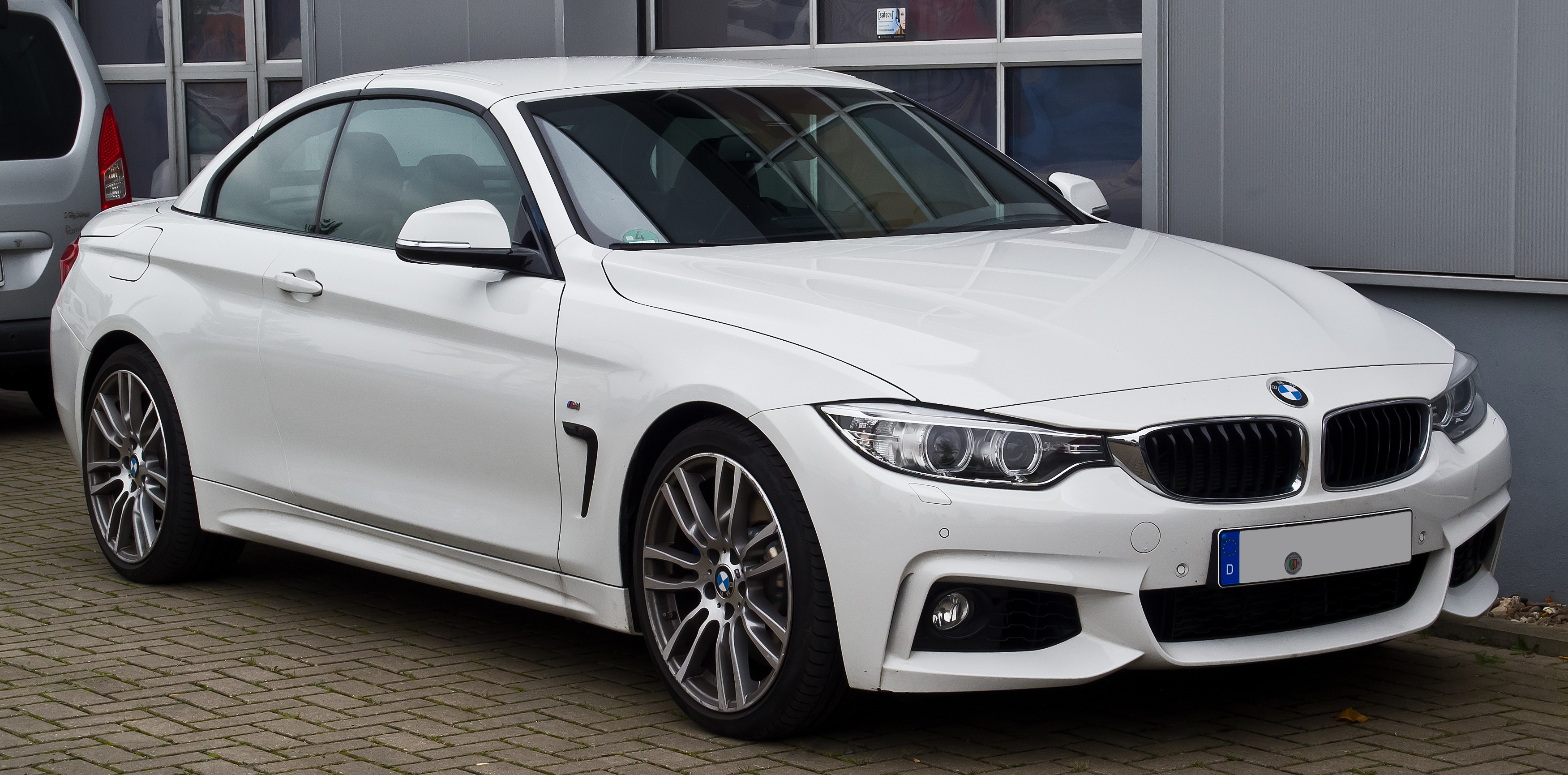
4 سلسلة ( F33 )
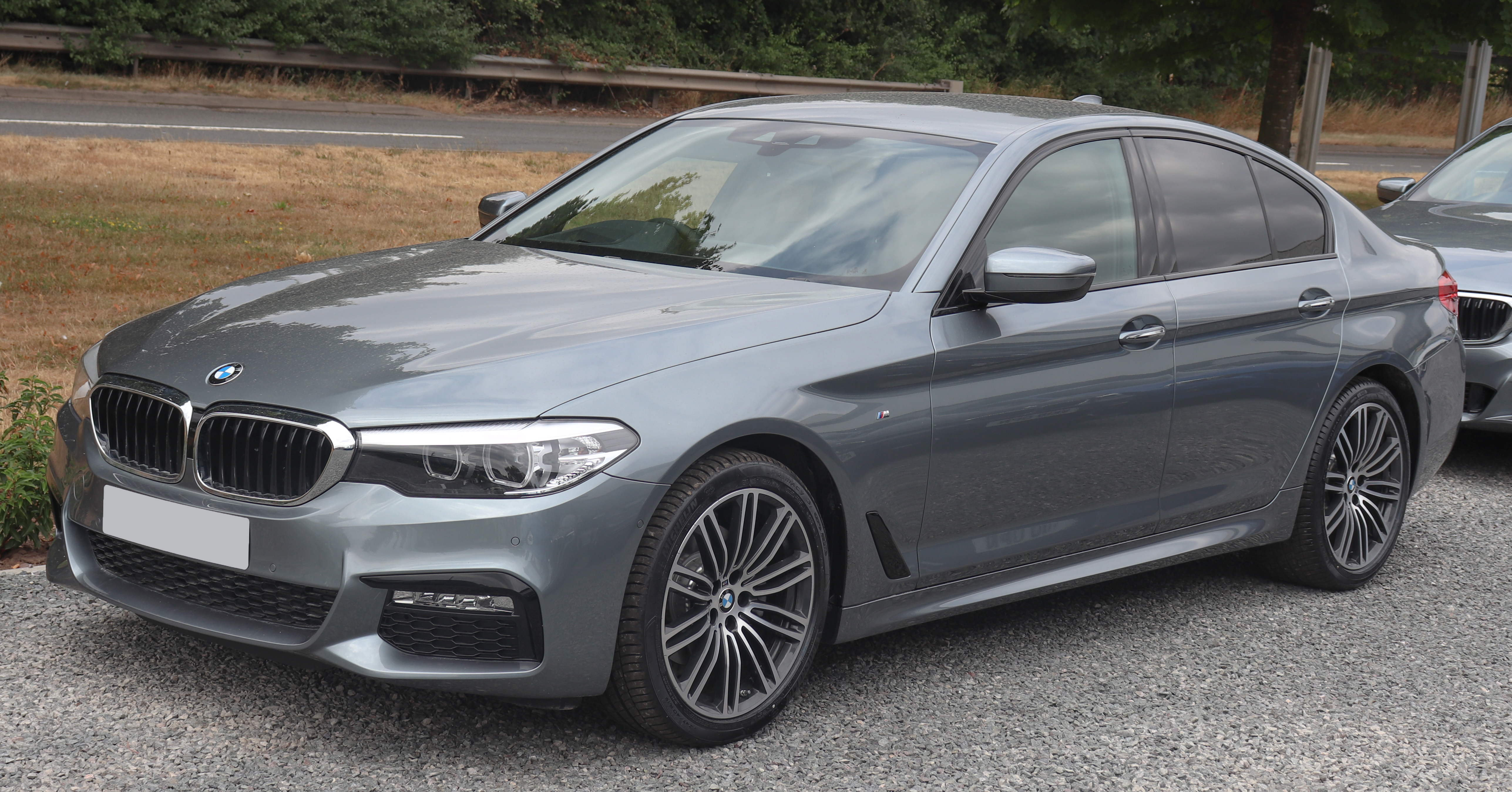
5 سلسلة ( G30 )
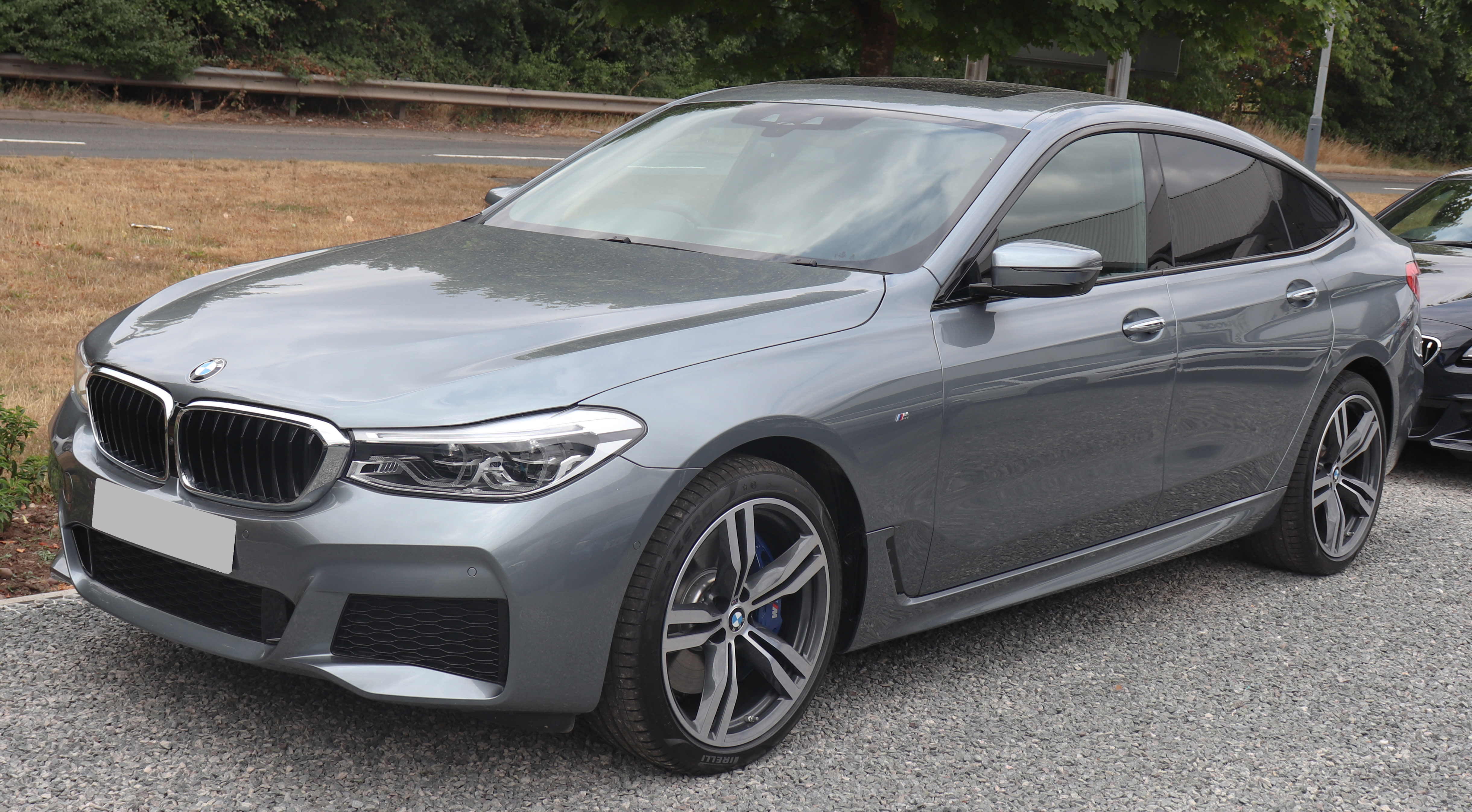
سلسلة 6 ( G32 )
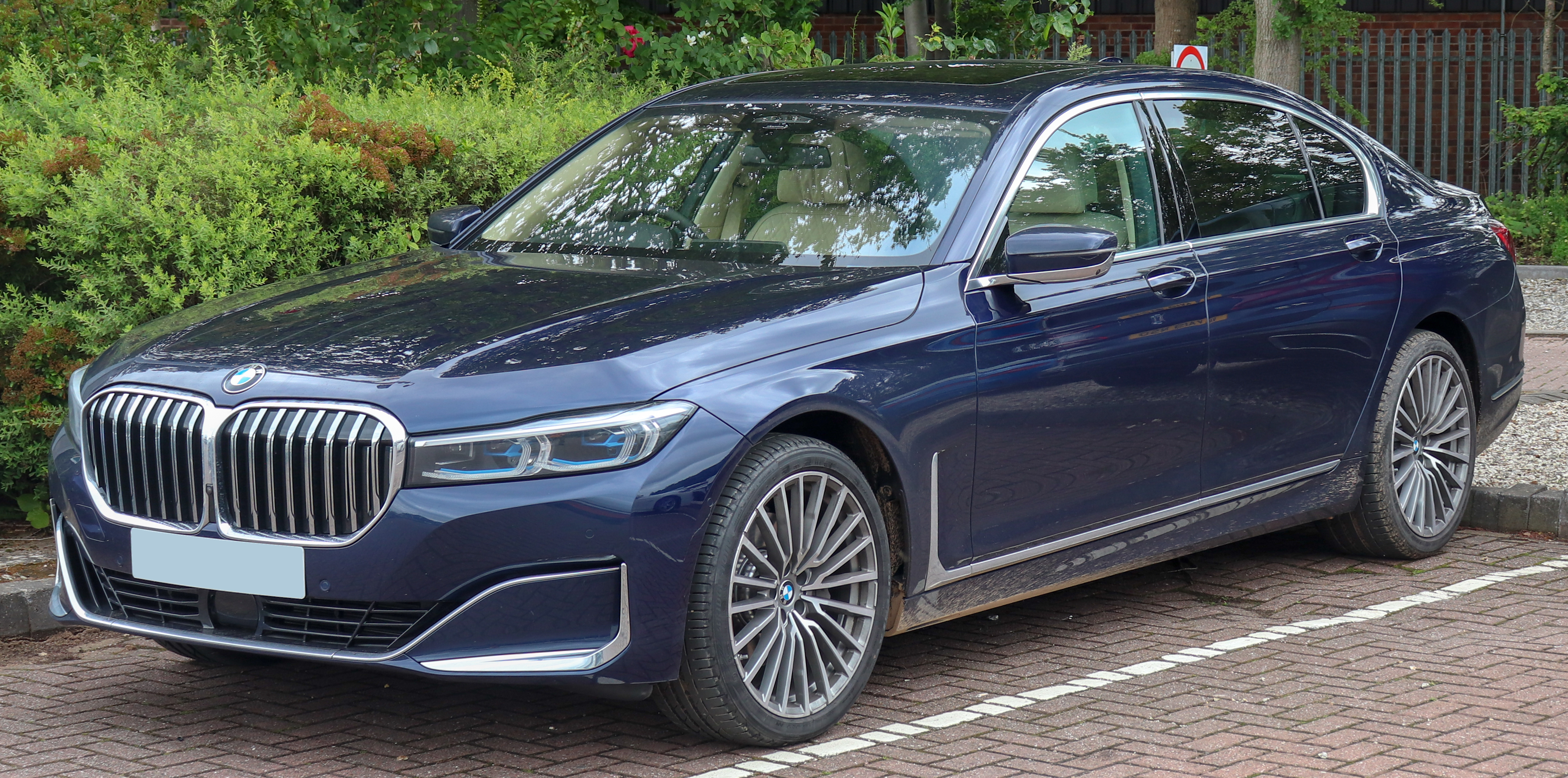
7 سلسلة ( G12 )
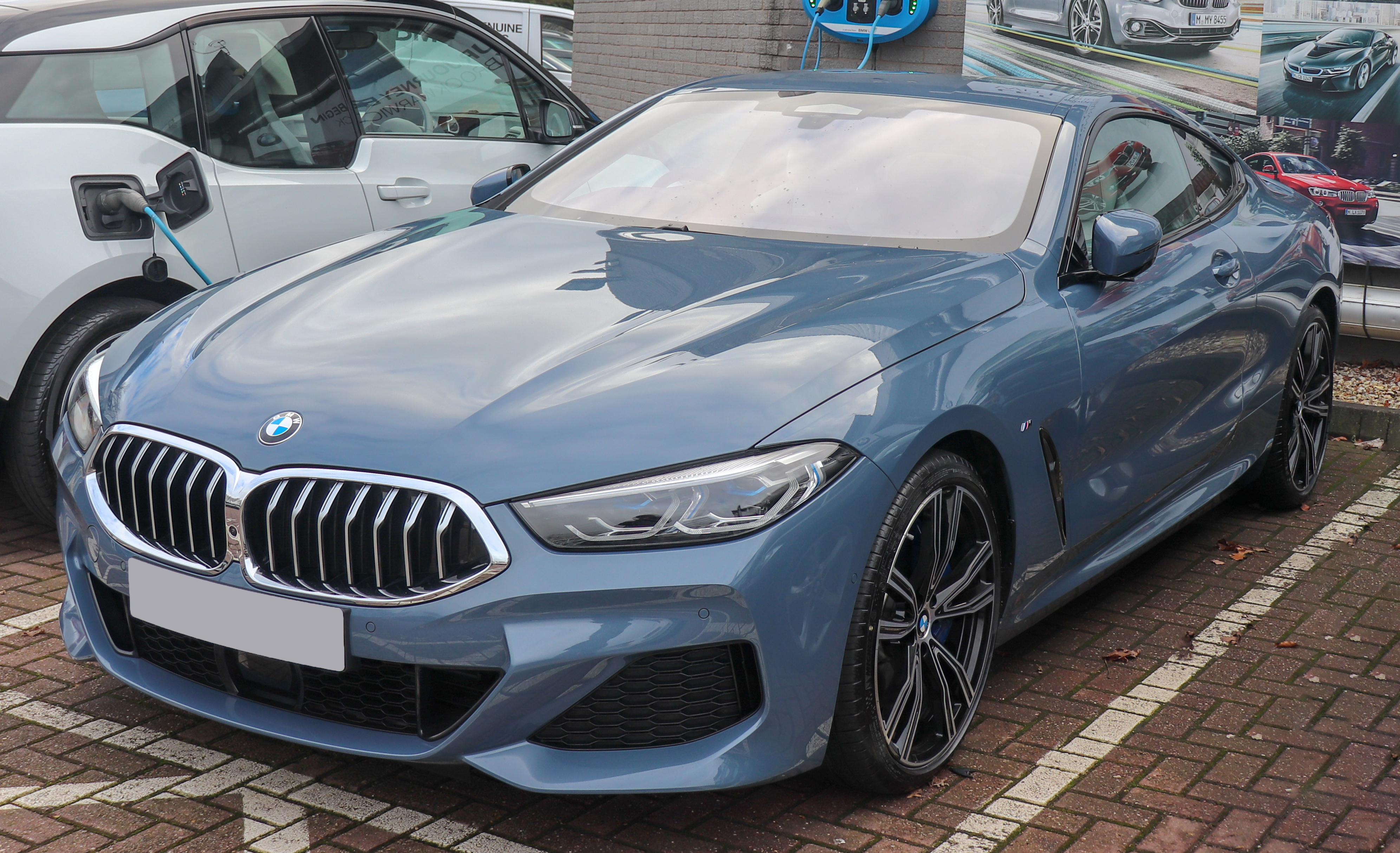
سلسلة 8 ( G15 )

 الخطوط الحالية لسيارات الدفع الرباعي الفئة أكس وكروس أوفر هي:

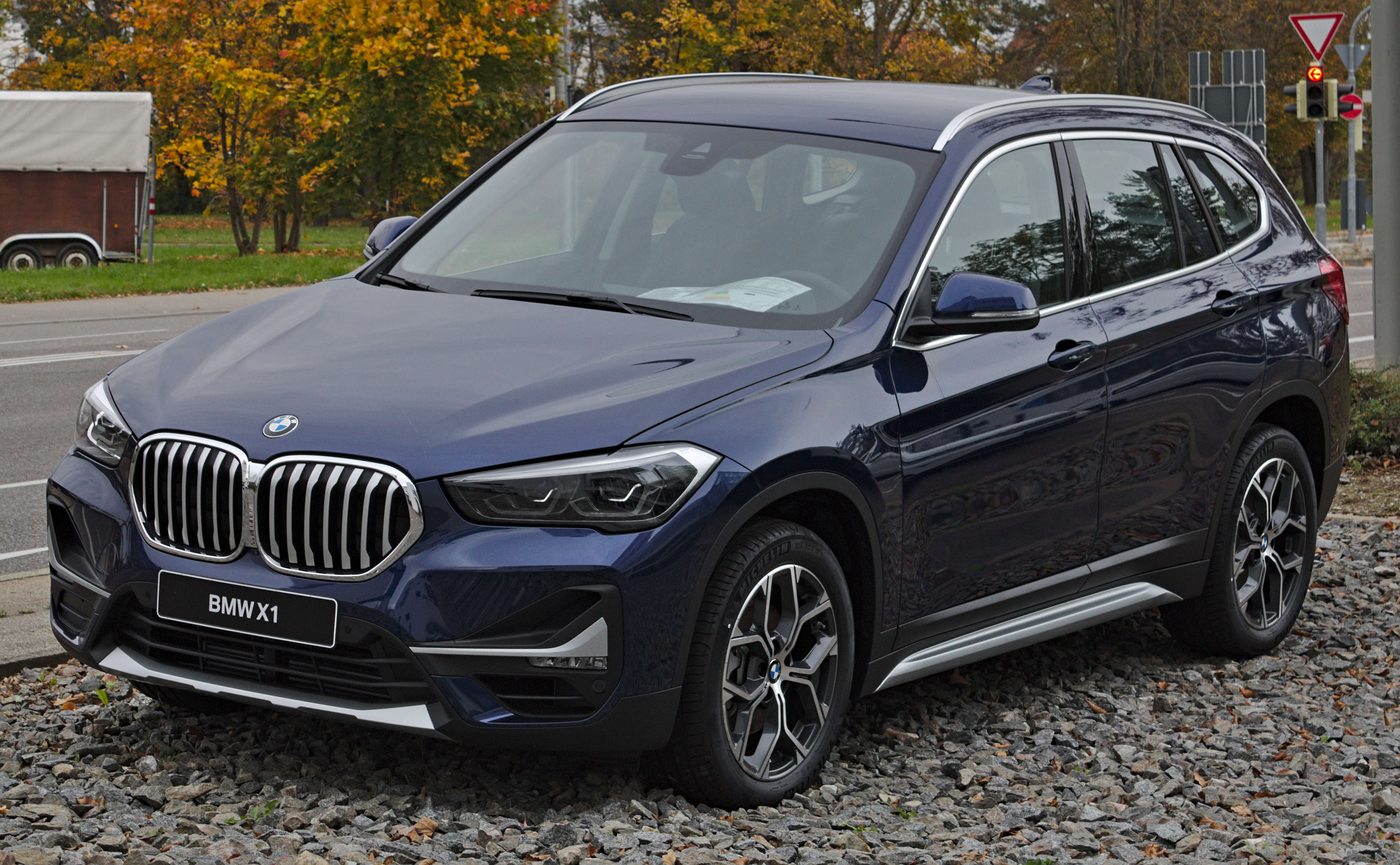
X1 (رمز الموديل F48)
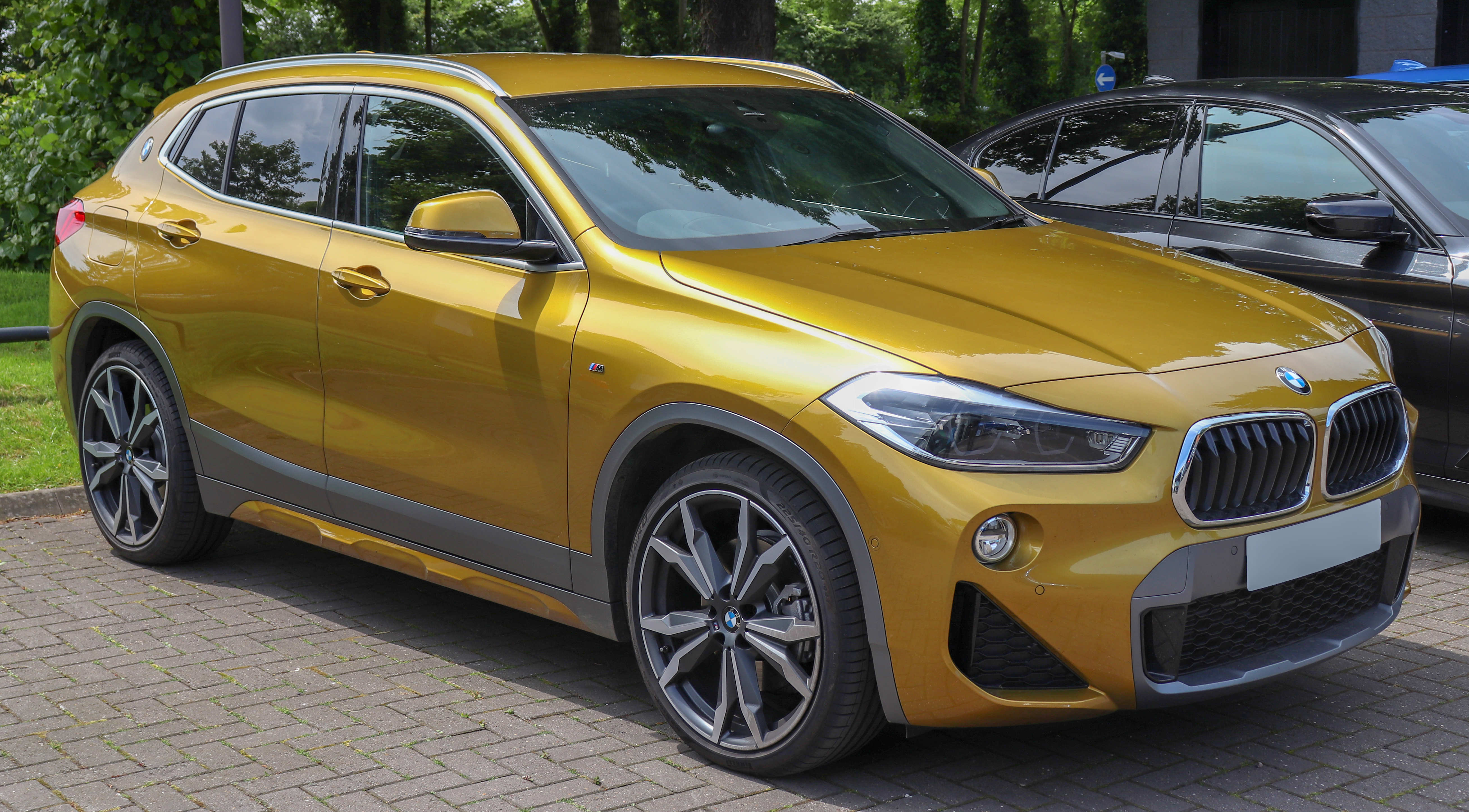
X2 (F39)
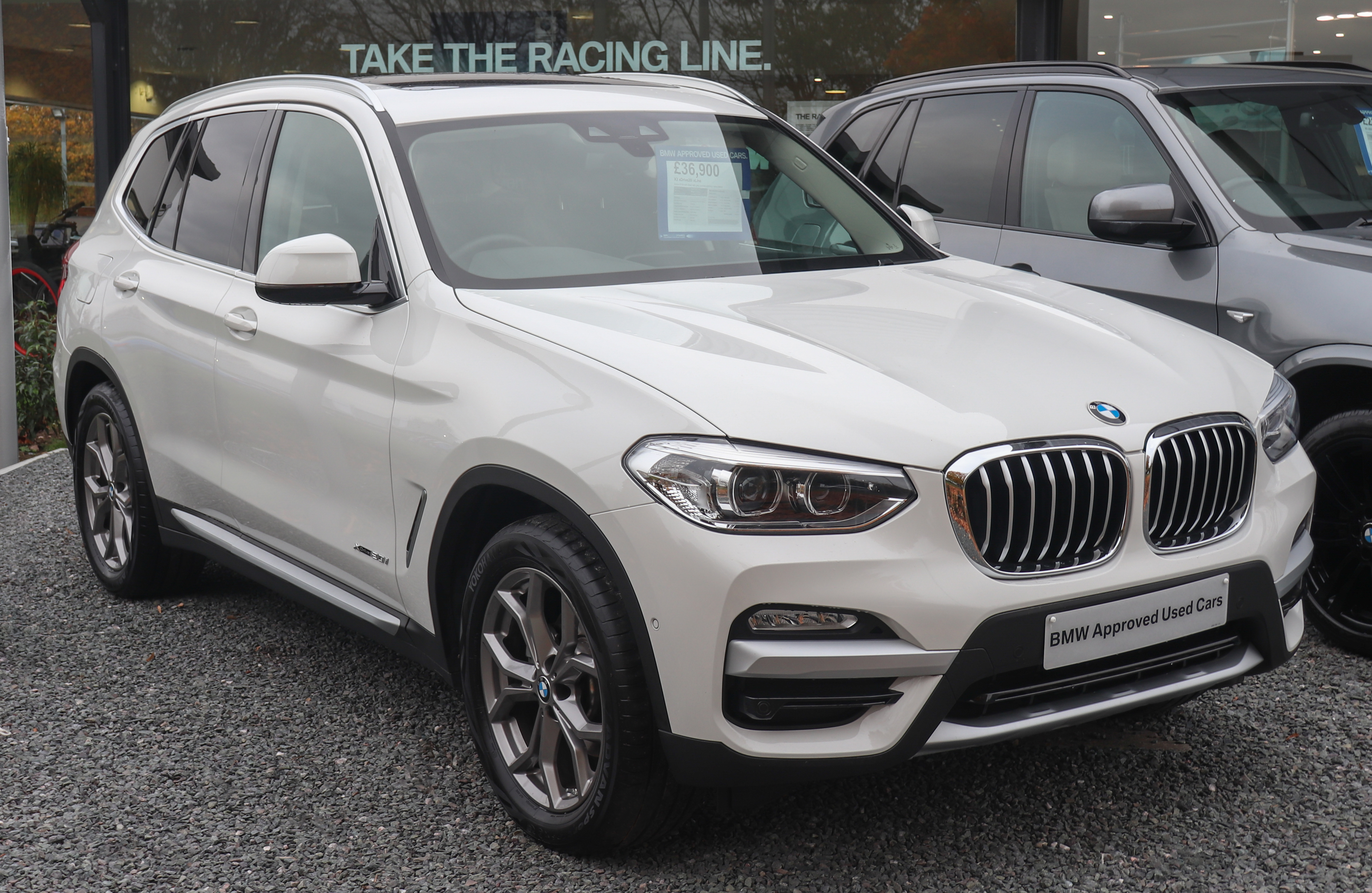
X3 (جي01)
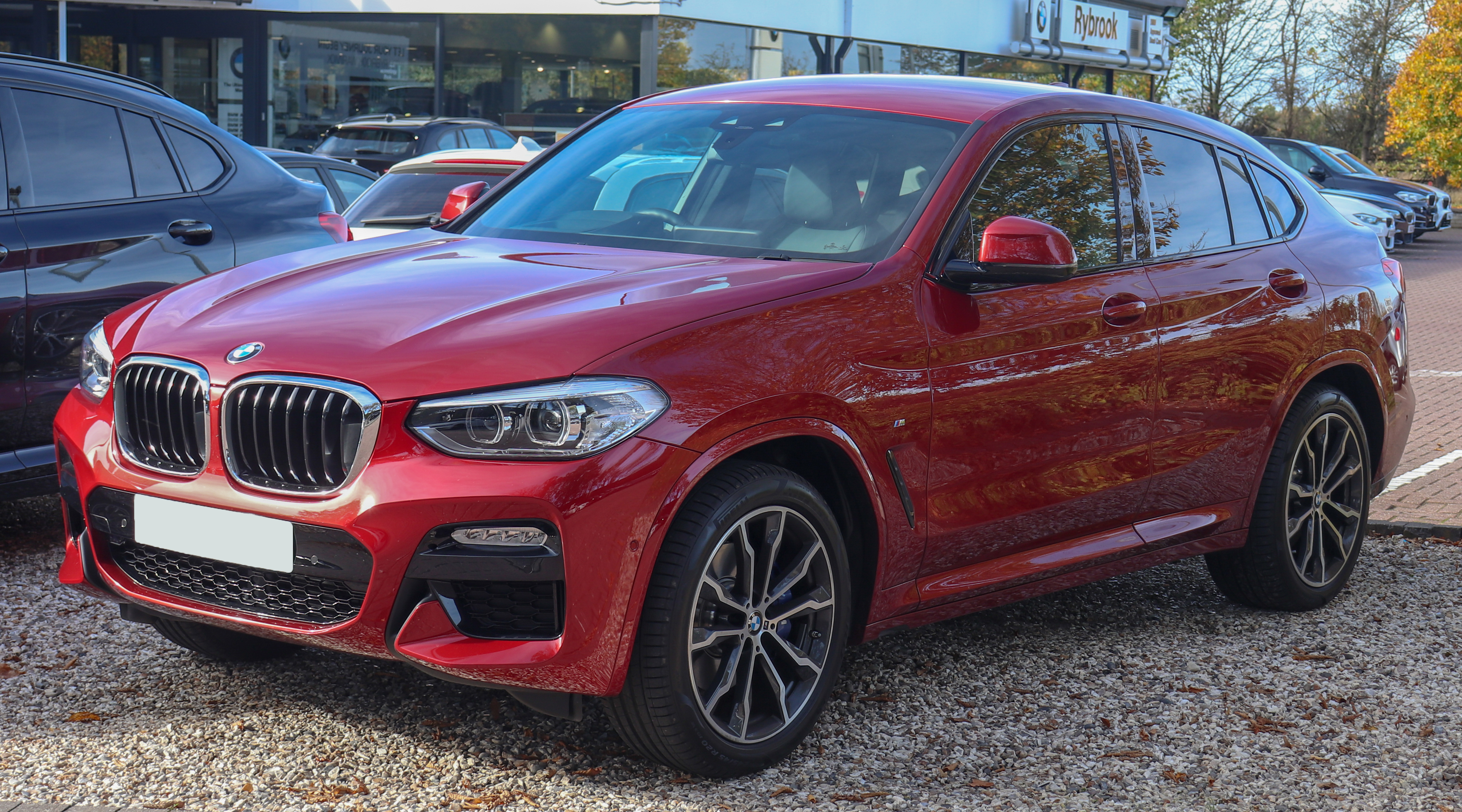
X4 (G02)
- X5 (G05)
- X6 (G06)
- X7 (G07)

- X1 ( F48 )
- X2 ( F39 )
- X3 ( بي إم دبليو إكس3 )
- X4 ( G02 )

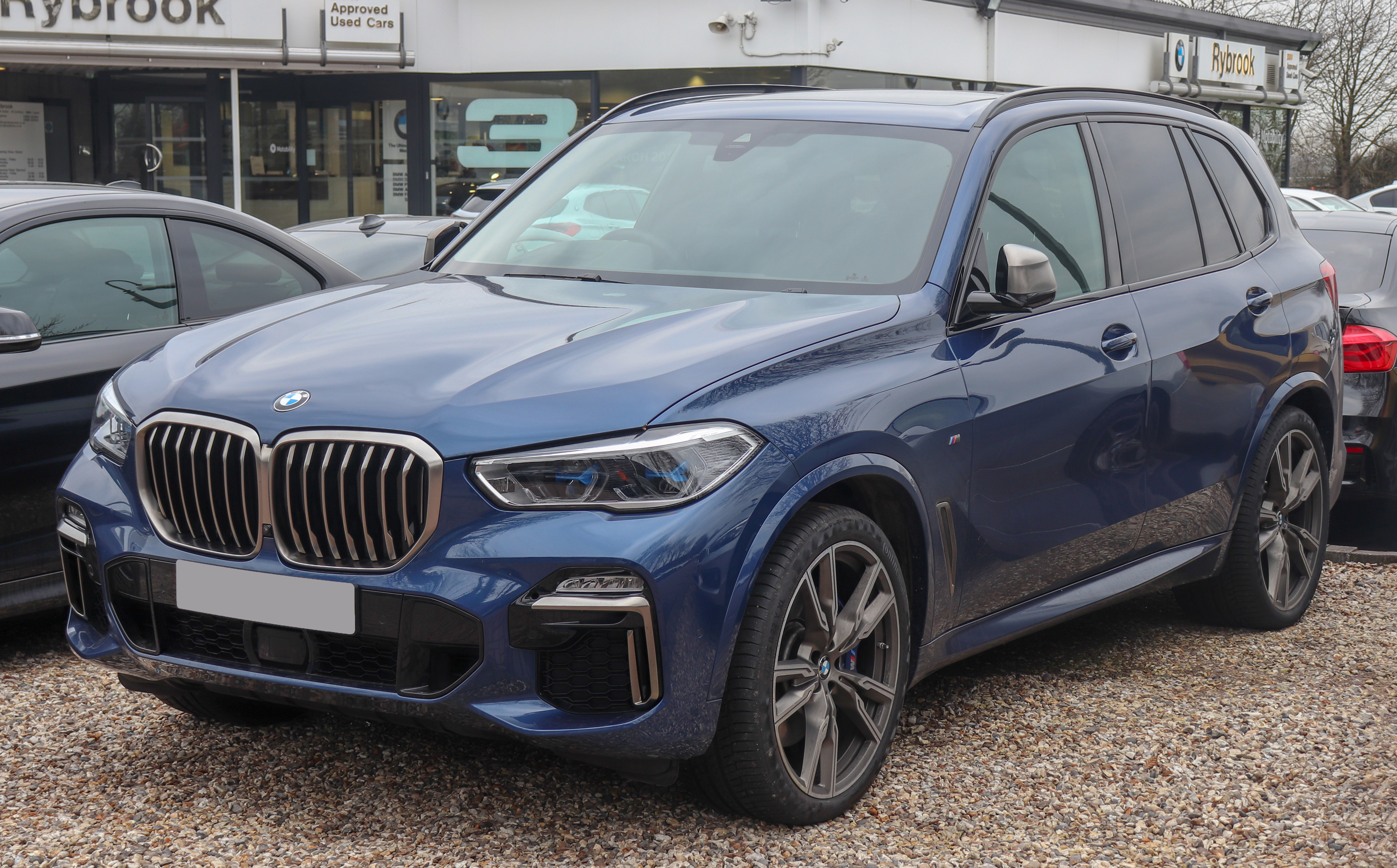
X5 ( G05 )
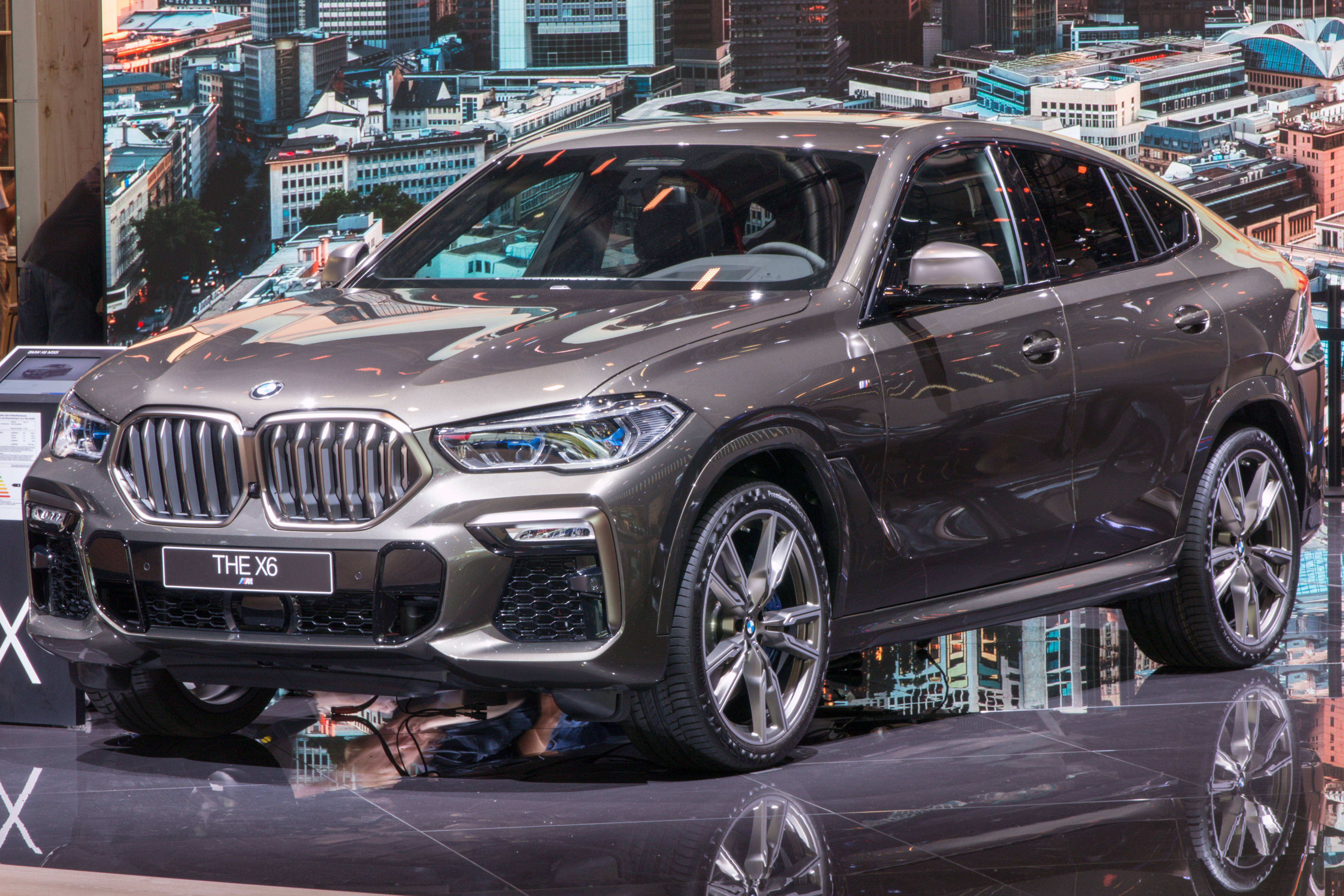
X6 ( G06 )
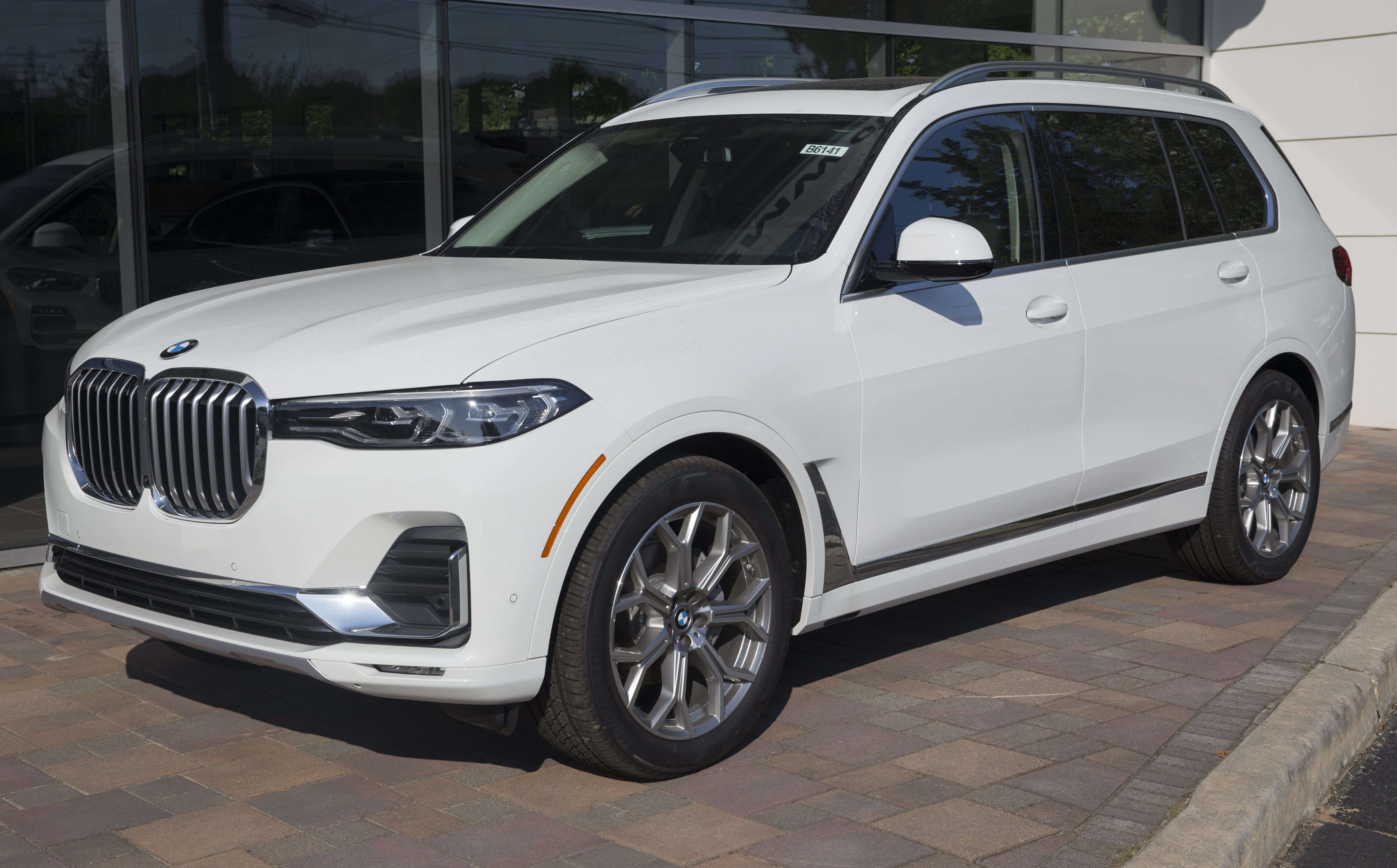
X7 ( G07 )

 الخط الحالي للطراز ذي البابين Z Series ‏ هو Z4 (رمز الموديل G29). 

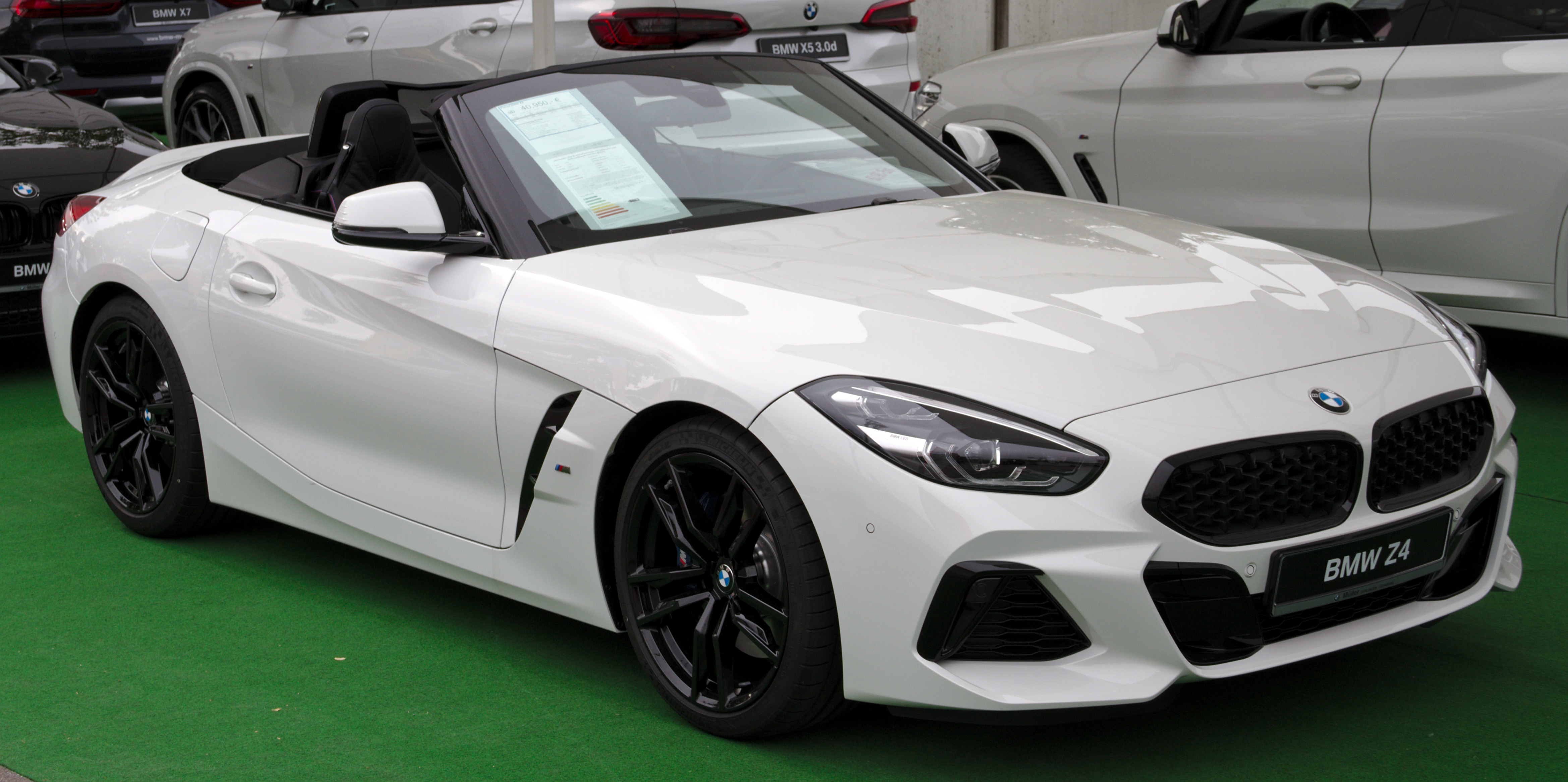
Z4 ( G29 )

#### نموذج آي
تُباع السيارات الكهربائية والمركبات الهجينة تحت علامة بي أم دبليو آي الفرعية:
- آي 3 خمسة أبواب بي-شريحة (سوبيرميني) هاتشباك، محرك كهربائي (مع محرك بنزين اختياري)
- آي 8 كوبيه / رودستر رياضية ببابين، تعمل بمحرك كهربائي ومحرك بنزين

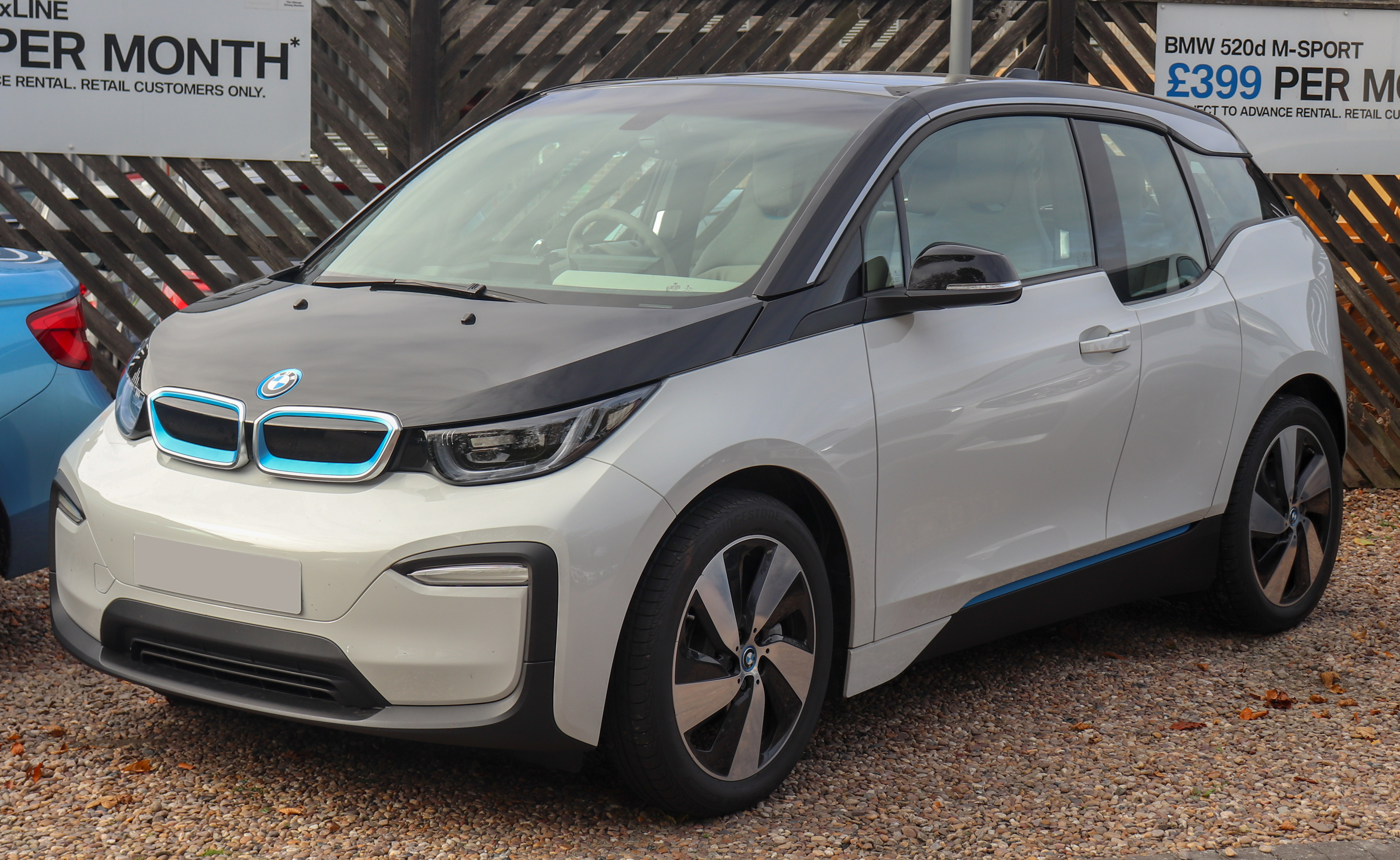
كور i3
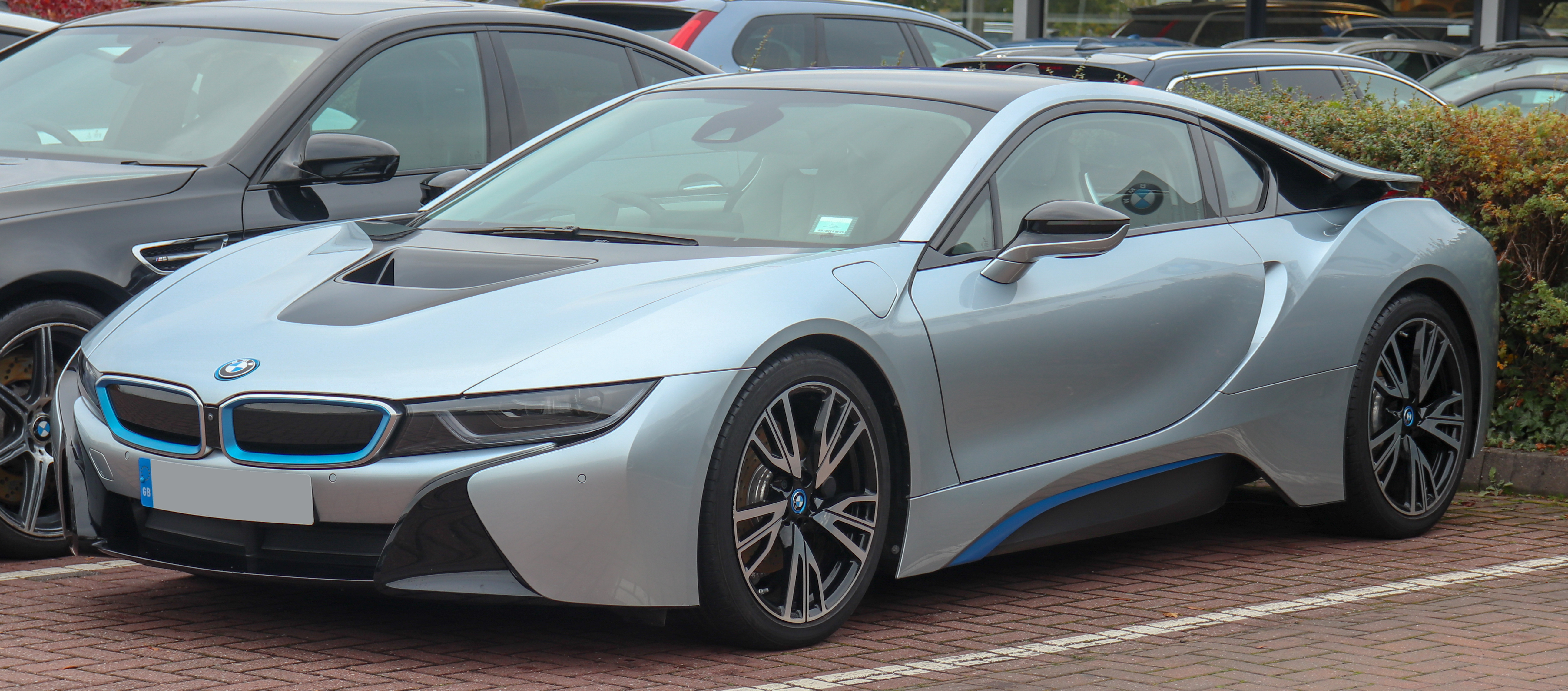
I8

#### نماذج M
لدى شركة BMW M GmbH التابعة (BMW Motorsport GmbH حتى عام 1993) إصدارات عالية الأداء من طرازات بي أم دبليو المختلفة منذ عام 1978.
يتكون نطاق الطراز الحديث من:
- M2 كوبيه ببابين
- أم 3 سيدان ذات أربعة أبواب (من المقرر أن تعود في عام 2020) [38]
- أم4 ببابين كوبيه / قابلة للتحويل
- أم5 سيدان ذات أربعة أبواب
- أم8 كوبيه ببابين / قابلة للتحويل
- إكس3 أم سيارة رباعية الدفع مدمجة [39]
- سيارة الدفع الرباعي المدمجة إكس4 أم على الطراز الخامس
- سيارة الدفع الرباعي أس يو في إكس5 أم (من المتوقع أن تعود في عام 2020) [40]
- سيارة الدفع الرباعي ذات الأبواب الخمسة إكس6 أم (من المتوقع أن تعود في عام 2020) [41]

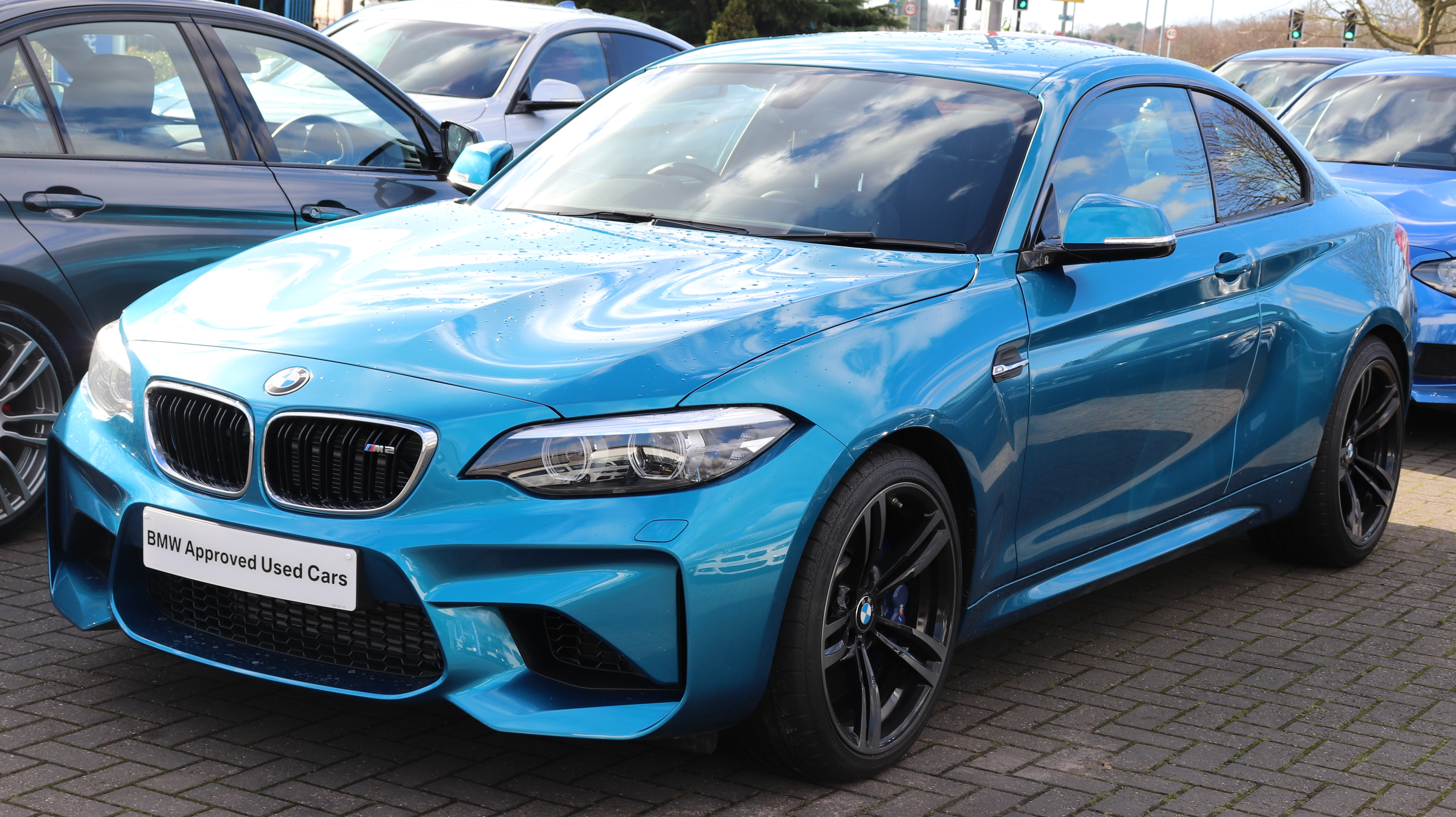
M2
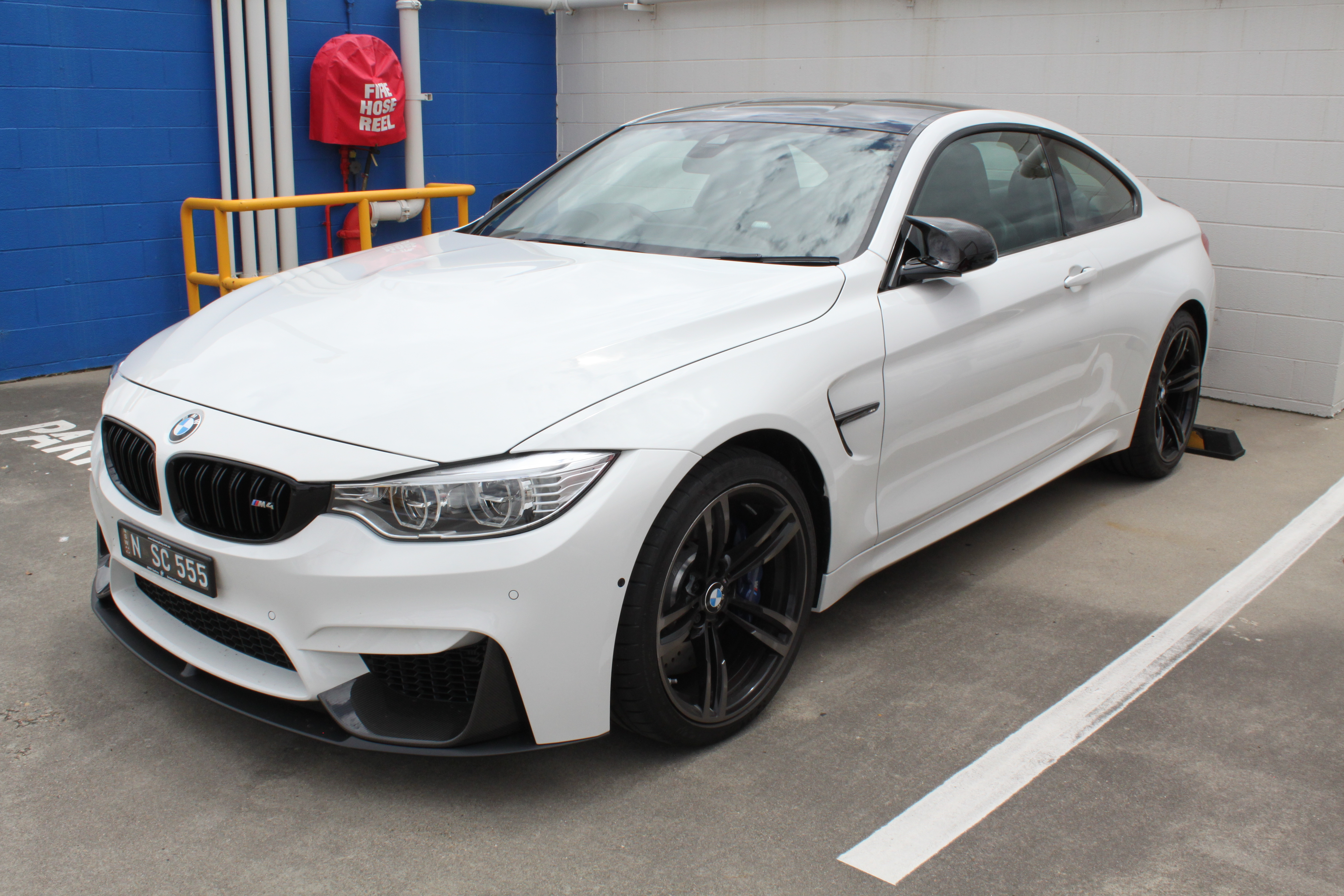
M4
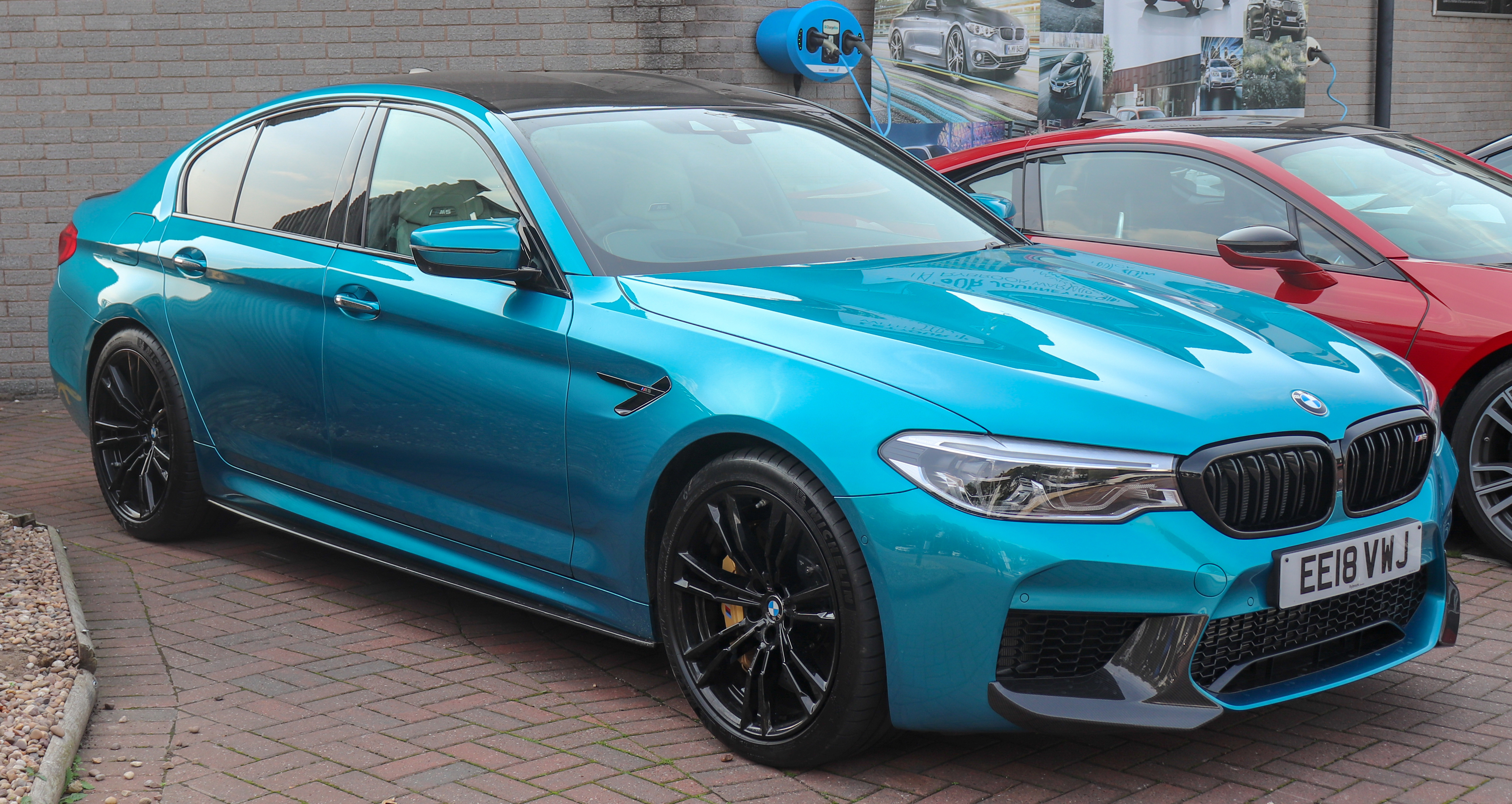
M5
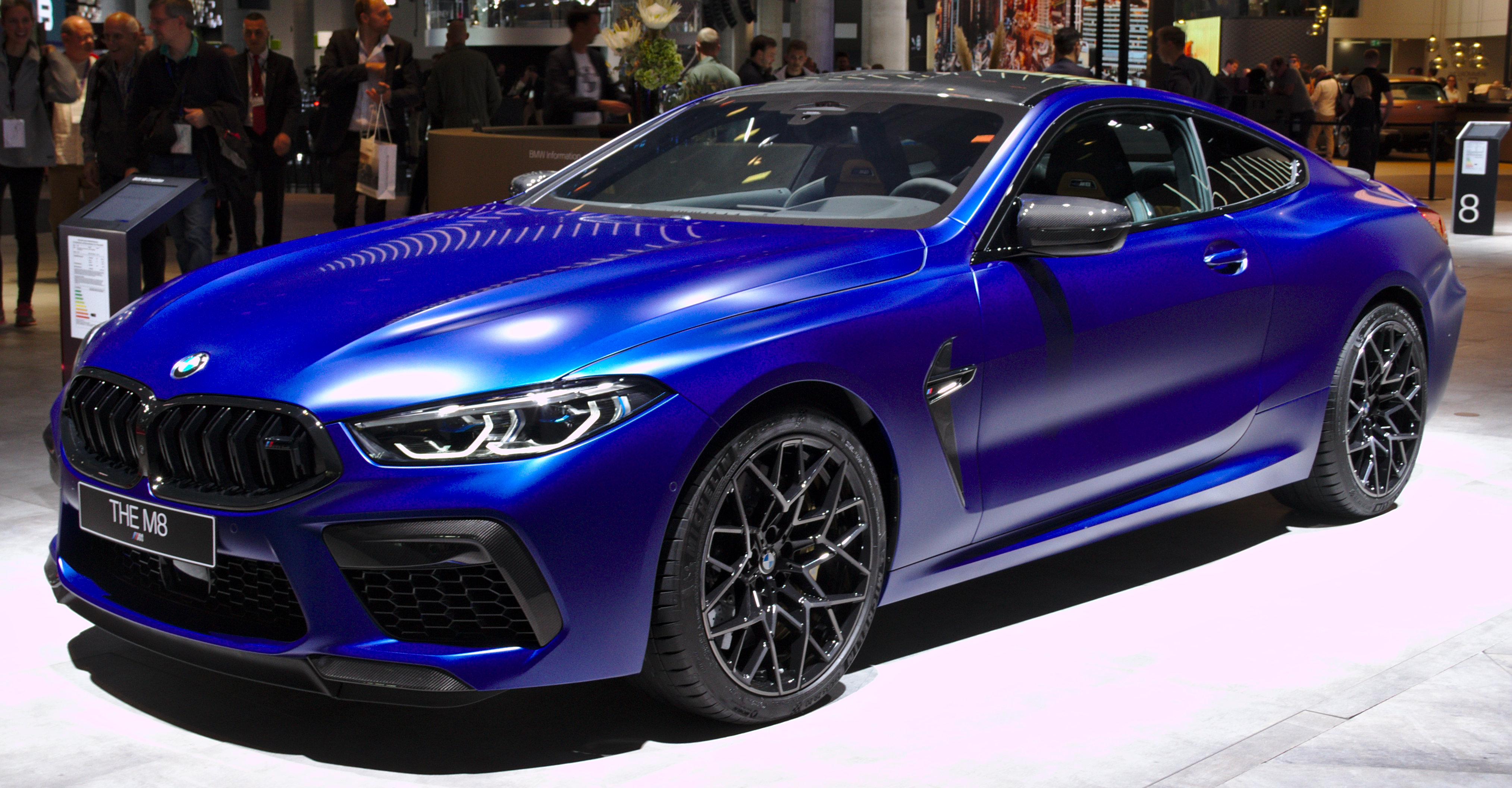
M8
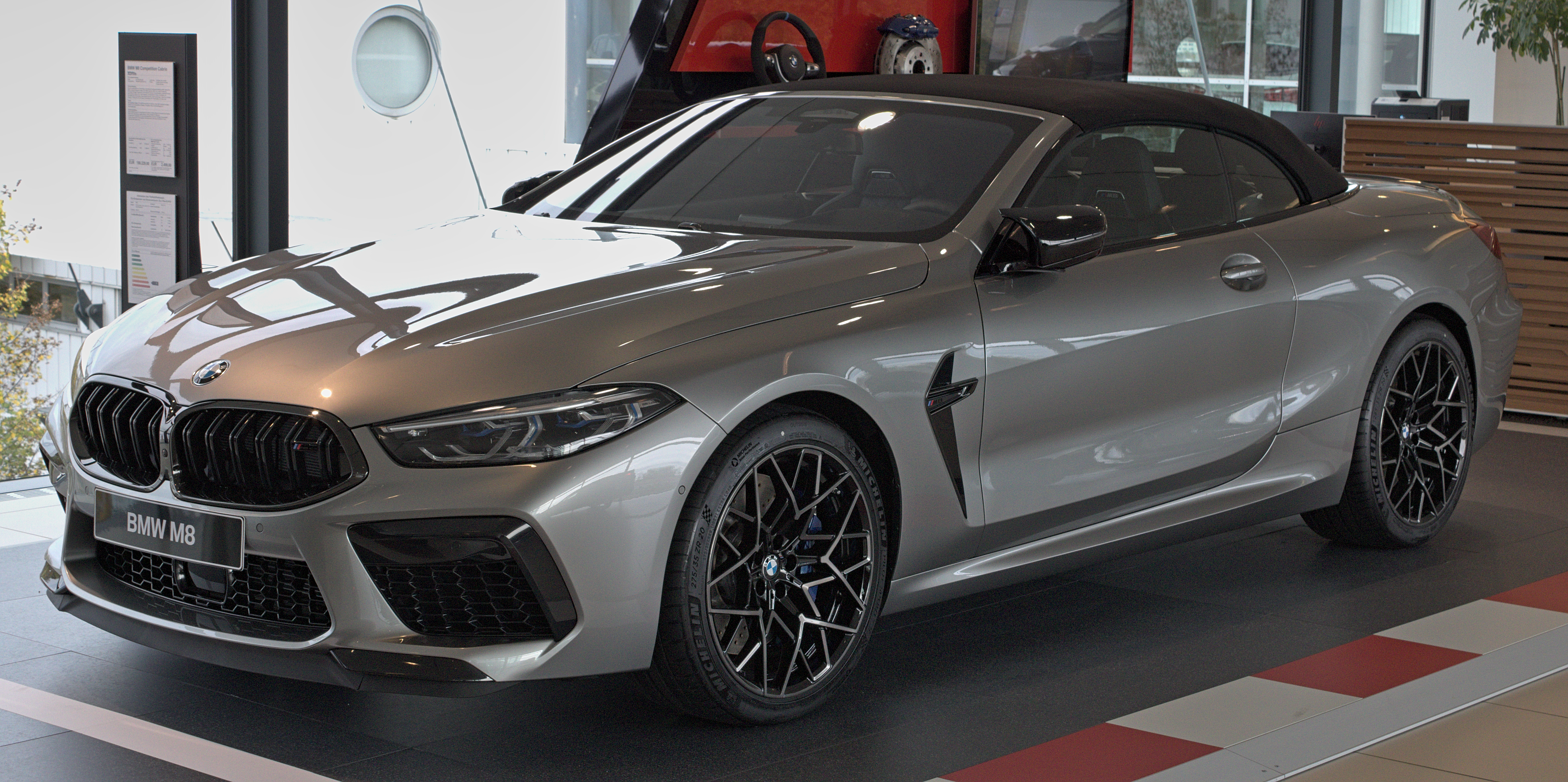
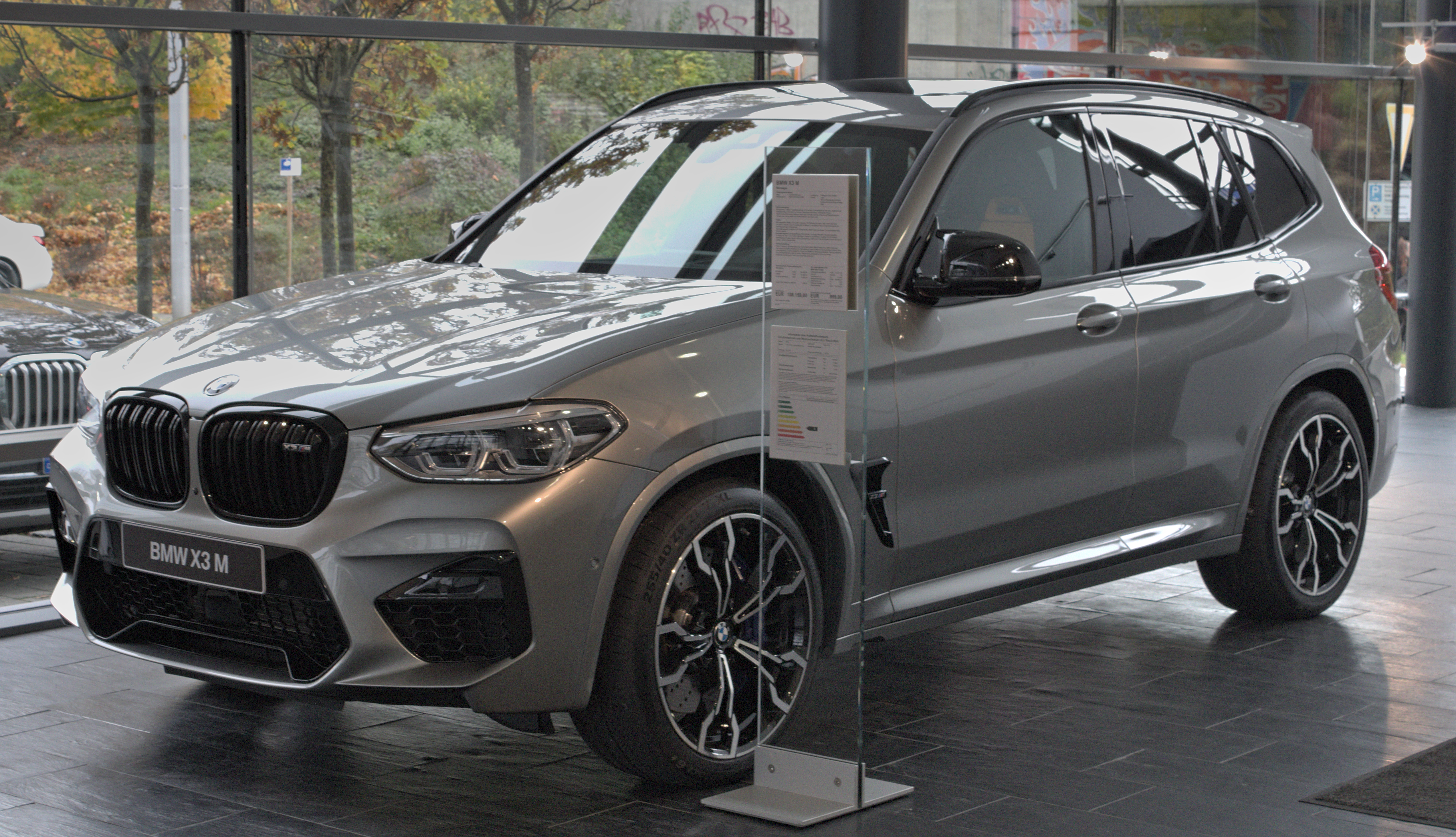
بي إم دبليو إكس3
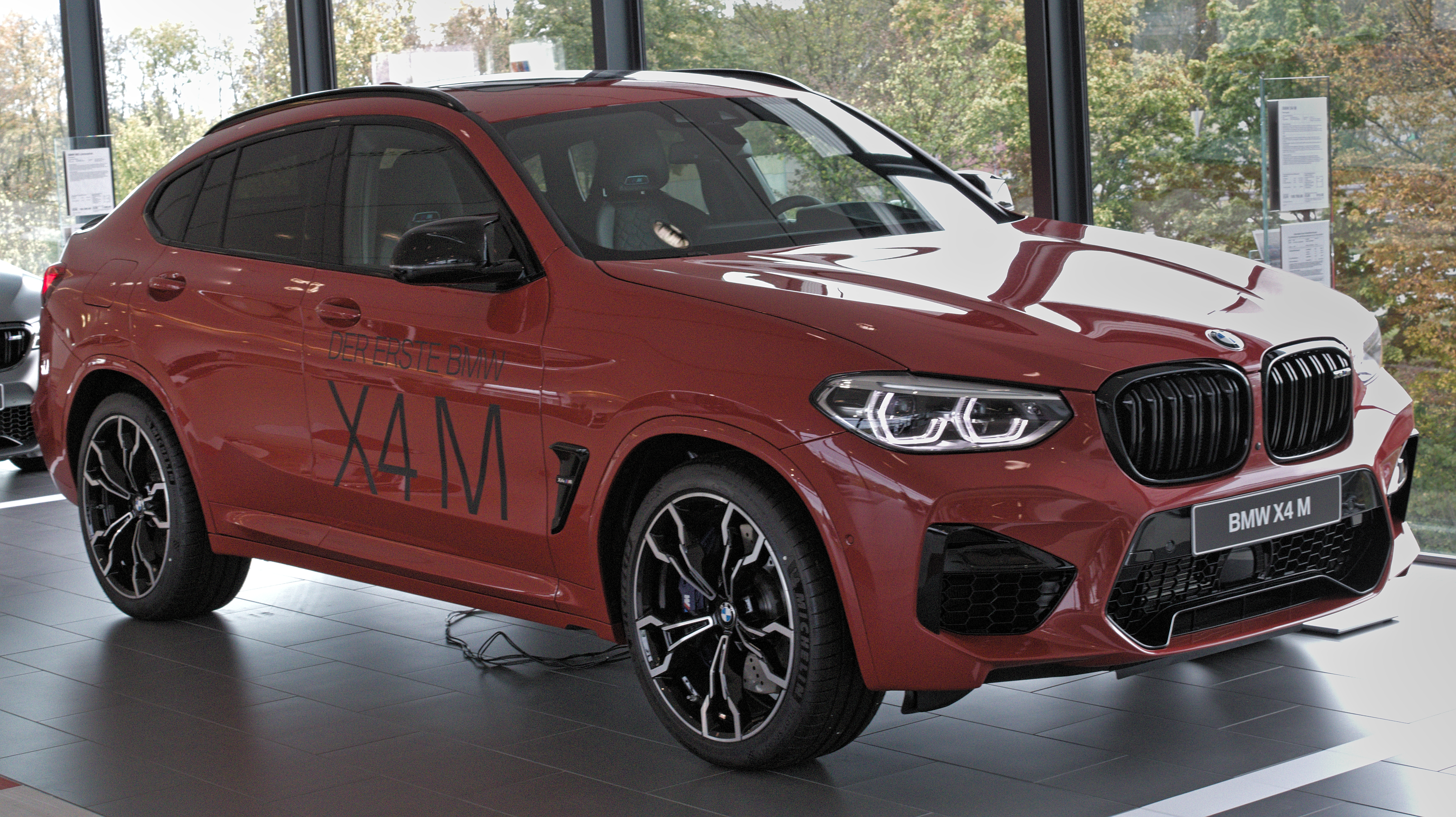
X4 M

 غالبًا ما يتم استخدام الحرف "M" في تسويق طرازات BMW العادية، على سبيل المثال طراز F20 M140i ونموذج G11 M760Li والعديد من الإضافات الاختيارية المختلفة المسماة "M Sport" أو "M Performance" أو ما شابهها. 

## رياضة السيارات
تمتلك بي أم دبليو تاريخًا طويلًا من أنشطة رياضة السيارات، بما في ذلك:
- سيارات تورنج، مثل DTM وبطولة العالم لسيارات السياحة وETCC وBTCC
- الفورمولا ون
- سباق التحمل، مثل 24 ساعة نوربورغرينغ، 24 ساعة من لومان، 24 ساعة دايتونا وسبا 24 ساعة
- كأس جزيرة مان السياحية
- داكار رالي
- سلسلة لومان الأمريكية
- فورمولا بي ام دبليو - فئة الفورمولا الصغار
- فورملا 2
- فورملا إي

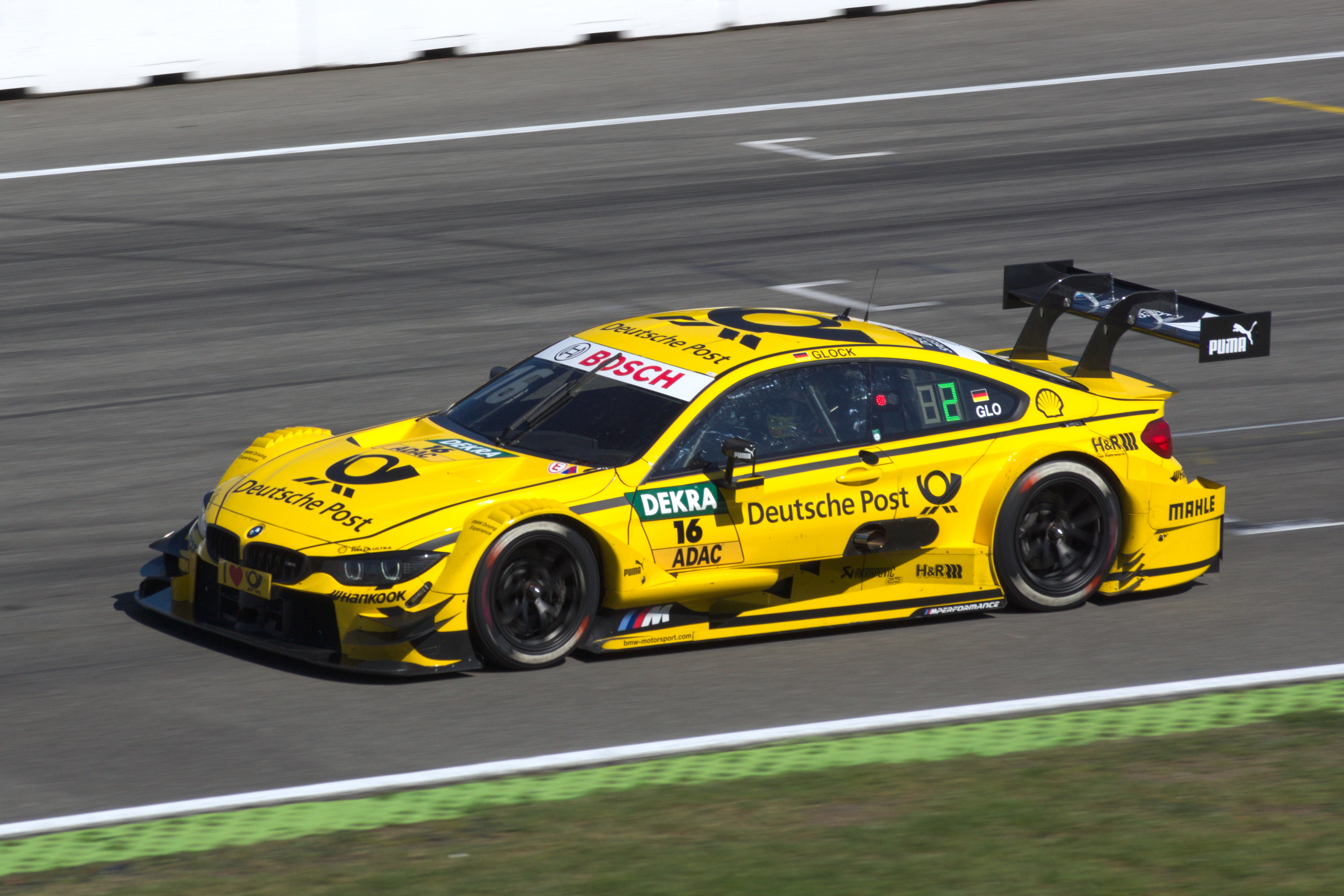
2016 بي ام دبليو M4 DTM  [لغات أخرى]‏
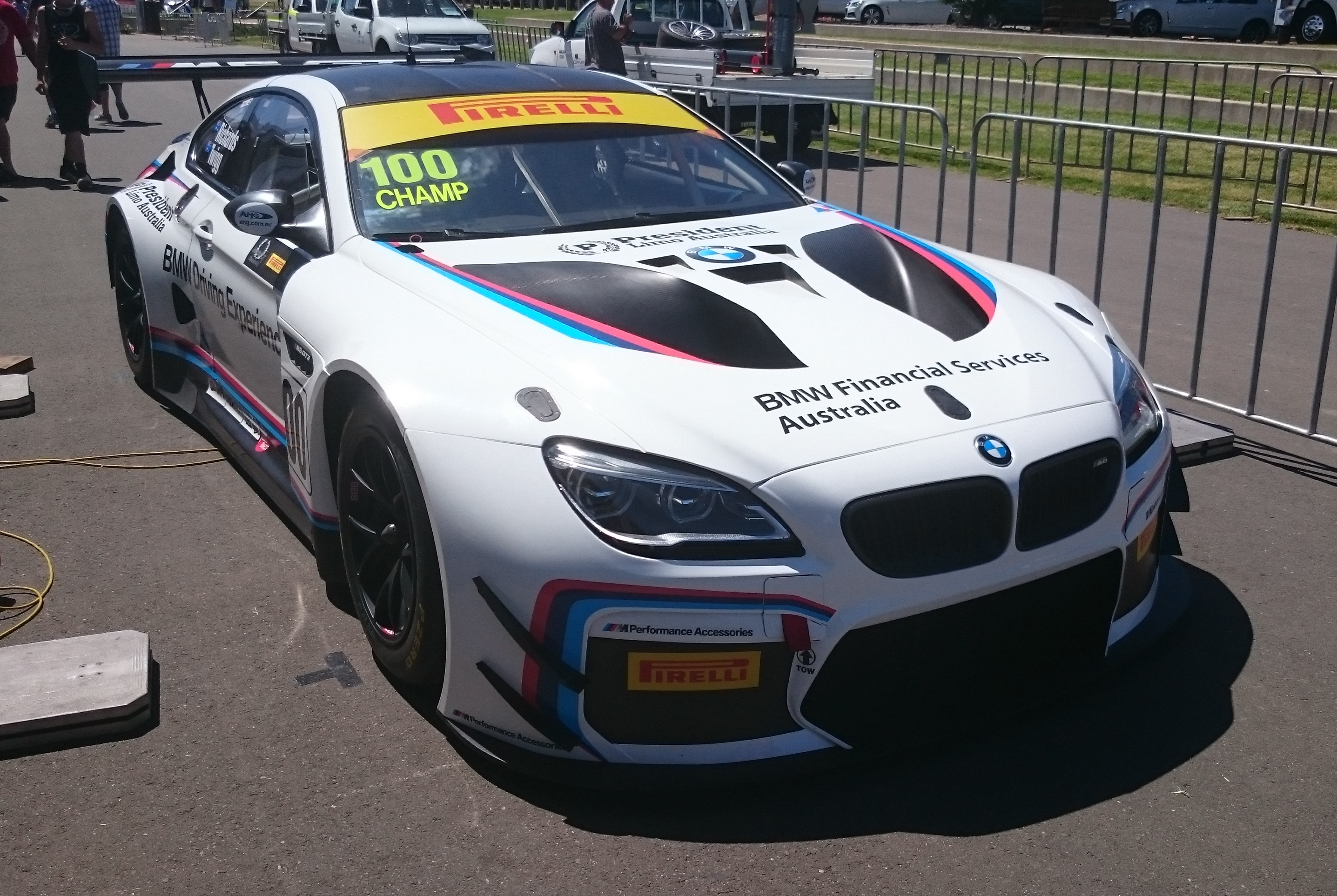
2016 بي ام دبليو M6 GT3
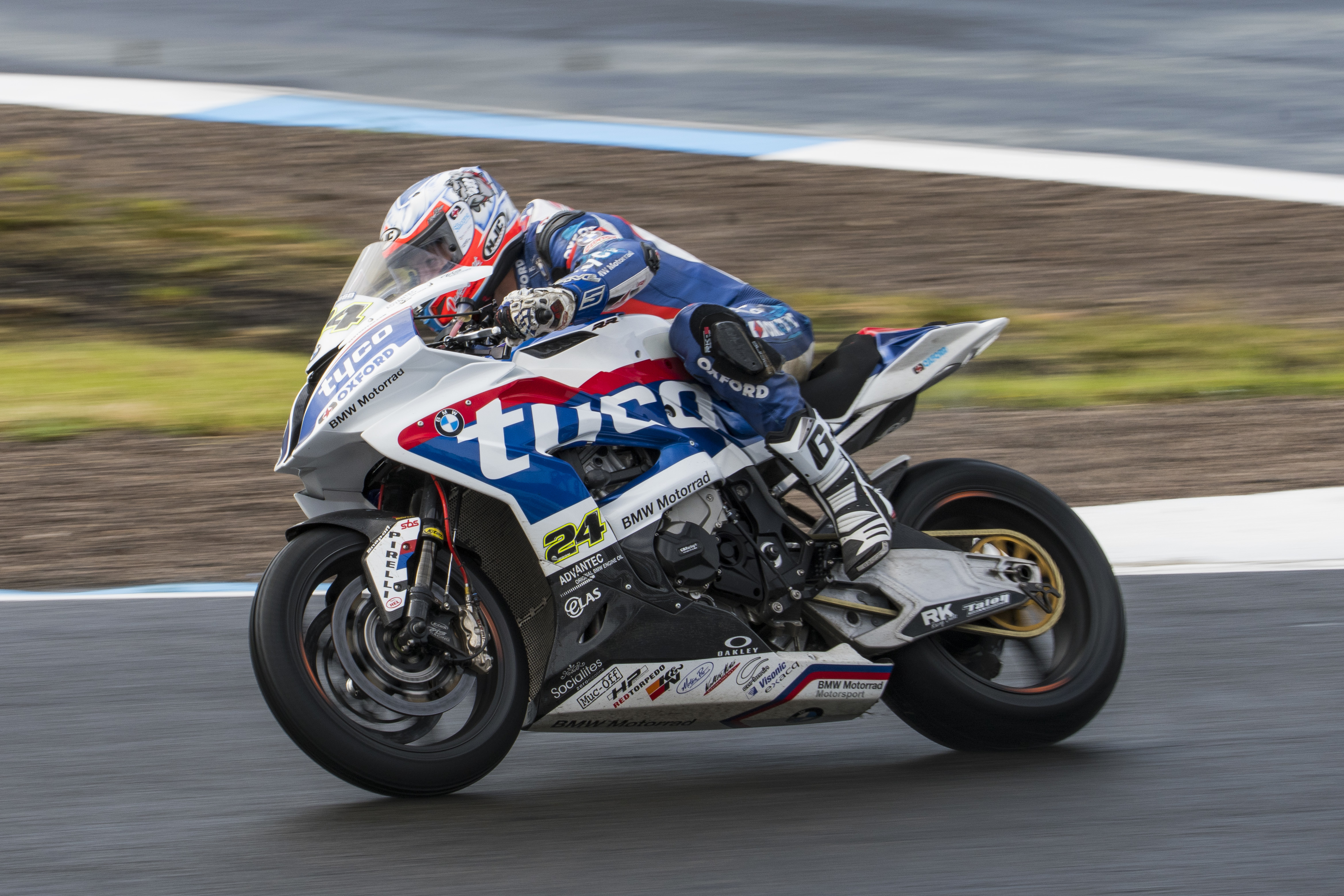
2016 بي ام دبليو S1000RR  [لغات أخرى]‏

## المشاركة في الفنون

### فن السيارات
في عام 1975، تم تكليف النحات ألكسندر كالدر برسم سيارة السباق BMW 3.0 CSL التي يقودها هيرفي بولان في 24 ساعة من لومان، والتي أصبحت الأولى في سلسلة سيارات BMW Art Cars. منذ عمل Calder الفني، أنشأ العديد من الفنانين المشهورين في جميع أنحاء العالم سيارات BMW Art، بما في ذلك ديفيد هوكني وJenny Holzer وروي ليختنشتاين وRobert Rauschenberg وفرانك ستيلا وآندي وارهول. حتى الآن، تم إنشاء ما مجموعه 19 سيارة من طراز بي ام دبليو، بناءً على كلٍ من سيارات السباق والإنتاج المنتظم. 

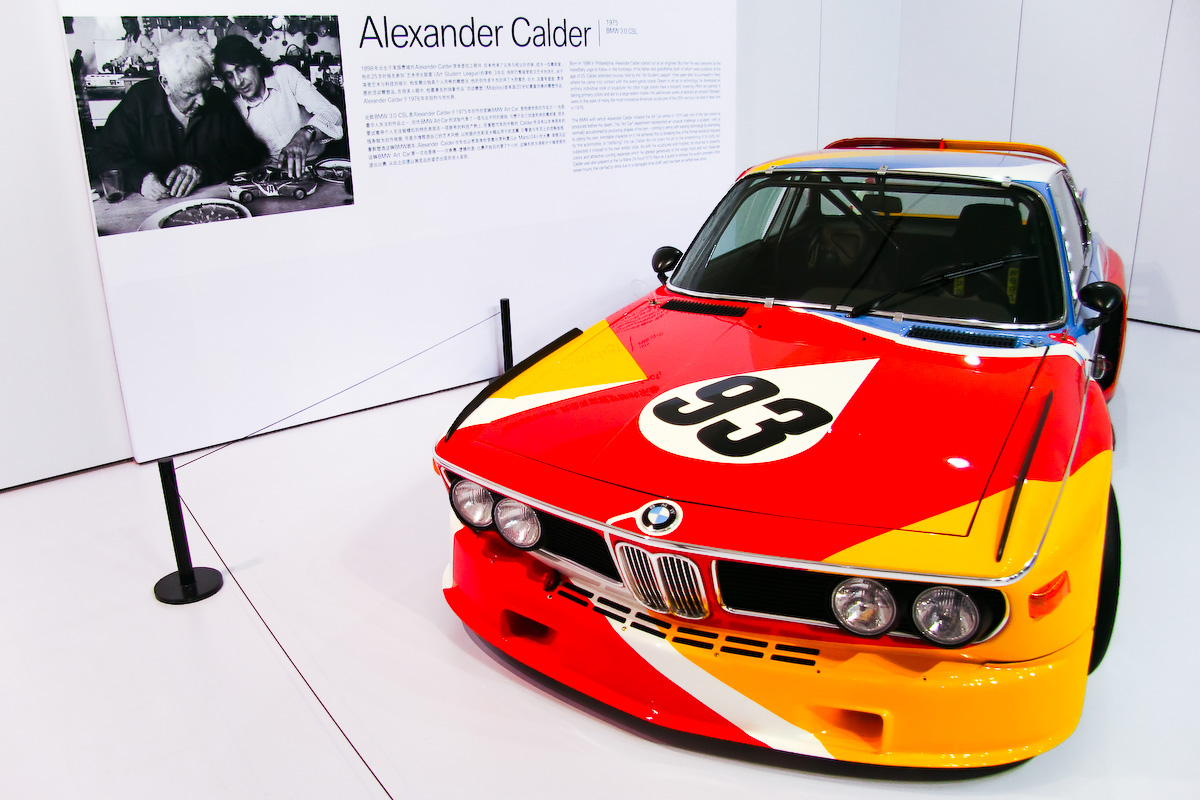
1975 بي إم دبليو إي9 Art Car من ألكسندر كالدر
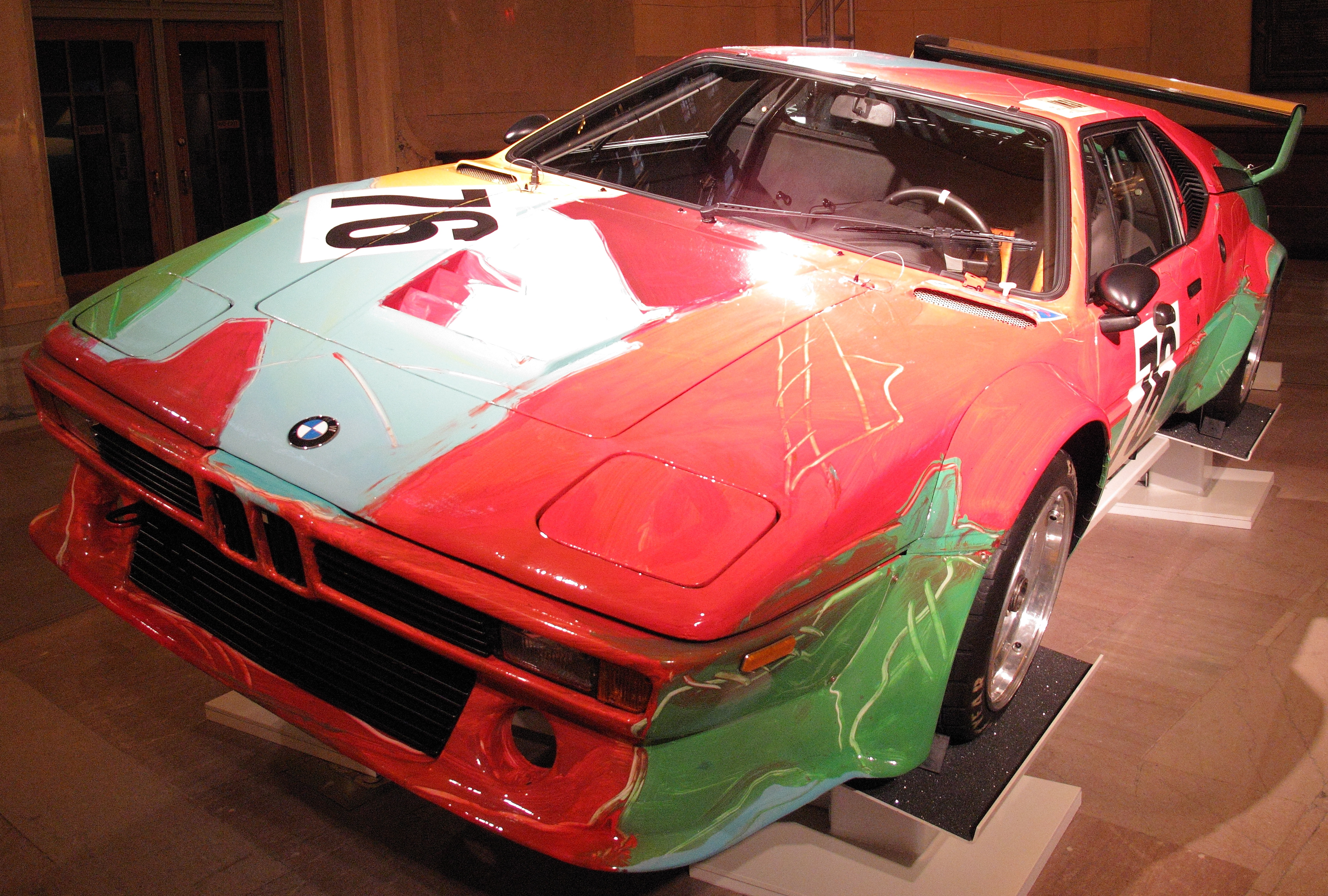
1979 M1 Art Car من آندي وارهول

### هندسة معمارية

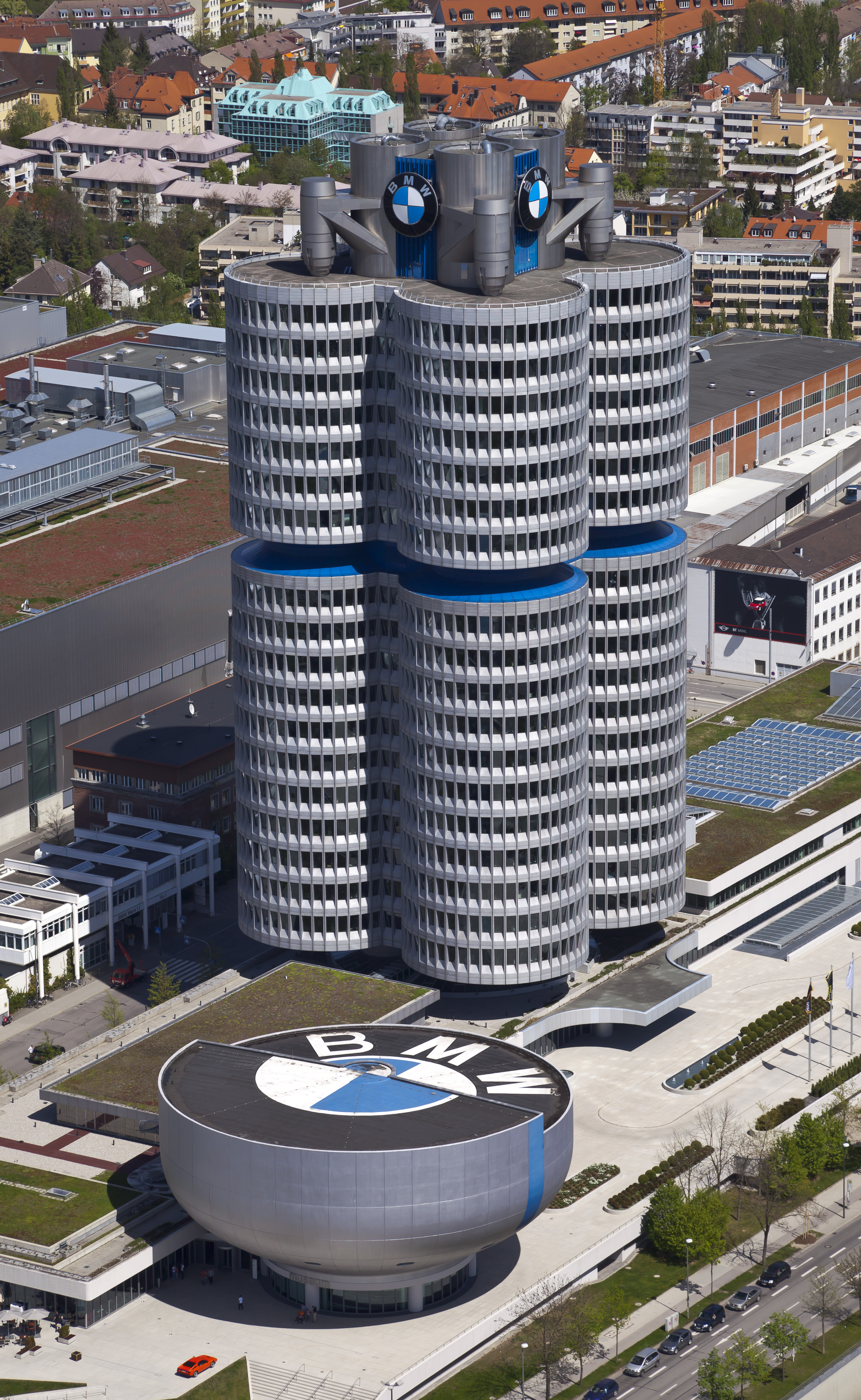
مقر بي ام دبليو

يمثل المقر الرئيسي لشركة BMW في ميونيخ رأس الاسطوانة للمحرك رباعي الاسطوانات. صممه كارل شوانزر وتم الانتهاء منه في عام 1972. أصبح المبنى أيقونة أوروبية  وأُعلن أنه مبنى تاريخي محمي في عام 1999. يتكون البرج الرئيسي من أربع أسطوانات عمودية تقف بجانب بعضها البعض. يتم تقسيم كل أسطوانة أفقياً في مركزها بواسطة قالب في الواجهة. والجدير بالذكر أن هذه الأسطوانات لا تقف على الأرض؛ يتم تعليقها على برج الدعم المركزي.

### فيلم
في عامي 2001 و2002، أنتجت شركة BMW سلسلة من 8 أفلام قصيرة تسمى The Hire، والتي كان لها مخططات حول نماذج BMW التي يقودها كلايف أوين. وكان من بين مديري The Hire جاي ريتشي وجون وو وجون فرانكنهايمر وآنج لي. في عام 2016، تم إصدار فيلم تاسع في السلسلة.

## الإنتاج والمبيعات

### كوريا الجنوبية
كوريا تستورد سيارات بي أم دبليو مع أكثر من خمسين مركز خدمة للعملاء الكوريين. أيضا، بي ام دبليو كوريا لديها مركز القيادة الخاصة بها في إنتشون.

## رؤساء مجلس الإدارة
- 1922–1942: Franz Josef Popp
- 1942–1944: Fritz Hille
- 1948–1957: Hanns Grewenig
- 1957–1960: Heinrich Richter-Brohm
- 1962–1965: Karl-Heinz Sonne
- 1965–1969: Gerhard Wilcke
- 1970–1993: Eberhard von Kuenheim
- 1993–1999 Bernd Pischetsrieder
- 1999–2002: Joachim Milberg
- 2002–2006: Helmut Panke
- 2006–2015: Norbert Reithofer
- 2015-الآن: Harald Krüger

## الجدول الزمني للشركة
- 1916: تأسيس الشركة البافارية لصناعة الطائرات (BFW)
- 1917: تغيير اسم شركة راب لصناعة المحركات إلى الشركة البافارية لصناعة المحركات (بي إم دبليو)
- 1918: تحويل الشركة من خاصة إلى مساهمة ; Franz Josef Popp أول رئيس مجلس إدارة للشركة
- 1922: تغيير اسم الشركة البافارية لصناعة الطائرات إلى بي إم دبليو
- 1923: صناعة أول دراجة نارية R32
- 1928: شراء مصنع ايسناخ لصناعة العربات
- 1929: صناعة أول سيارة تحمل اسم بي إم دبليو (بي إم دبليو 3/15 PS)
- 1939: شراء شركة Brandenburgischen لصناعة المحركات في برلين
- 1944: تعرض المصنع الرئيسي في ميونخ للقصف وتدميره خلال الحرب العالمية الثانية
- 1945: تصنيع عربات ودراجات نارية للجيش الأمريكي وتفكيك مصانعها في ميونخ
- 1948: صناعة أول دراجة نارية بعد الحرب
- 1960: تشغيل 7.000 عامل وتحقيق مبيعات بمقدار 239 مليون مارك سنويا
- 1961: تعيين أسطورة الشركة Paul G. Hahnemann مديرا للمبيعات
- 1962: تعيين كارل هاينز سونمديرا تنفيذيا للشركة
- 1967: امتلاك شركة هانس للزجاج
- 1967: افتتاح مصنع للدرجات النارية في برلين
- 1969: تشغيل 21.000 عامل وارتفاع الإيرادات إلى 1,5 مليار مارك
- 1970: تعيين Eberhard von Kuenheim مديرا تنفيذيا للشركة
- 1972: الانتهاء من إنشاء المبنى الرئيسي للشركة Vierzylinder) «أربعة سلندر») في ميونخ
- 1972: بناء مصنع جديد في بريتوريا في جنوب أفريقيا
- 1973: افتتاح مصنع في لاندسهوت
- 1978: تشغيل 30.000 عامل ووصول المبيعات إلى 6,0 مليار مارك
- 1979: افتتاح مصنع في النمسا
- 1984: افتتاح مصنع جديد للدراجات النارية في برلين
- 1985: البدء في بناء مركز للبحث والابتكار
- 1987: افتتاح مصنع جديد في ريغنسبورج في إقليم بفاريا
- 1990: الافتتاح الرسمي لمركز البحث والابتكار
- 1990: تشغيل 70.900 عامل ووصول الإيرادات إلى 27,1 مليار مارك
- 1992: افتتاح مصنع في الولايات المتحدة الأمريكية
- 1993: Bernd Pischetsrieder مديرا تنفيذيا للشركة
- 1994: شراء شركة روفر البريطانية بما في ذلك ماركة Mini
- 1995: شراء شركة DesignworksUSA
- 1999: التعاقد مع شركة Avtotor الروسية للبدء بصناعة السيارات
- 1999: Joachim Milberg مديرا للشركة
- 2000: افتتاح مصنع CKD (Completely Knocked Down) في تايلند
- 2000: بيع MG-Rover وLandRover
- 2001: افتتاح مصنع BMW Hams Hall في إنجلترا
- 2002: Helmut Panke مديرا للشركة. البدء في بناء مصنع في لايبزيغ في ولاية ساكسونيا
- 2003: شراء ماركة Rolls-Royce
- 2003: إنشاء مشروع مشترك للإنتاج والتوزيع مع شركة Brilliance China Auto في الصين
- 2004: طرح الفئة السابعة لبي إم دبليو والتي تعمل بالمحركات الهيدروجينية
- 2004: البدء في بناء عالم بي إم دبليو في ميونخ
- 2005: الافتتاح الرسمي لمصنع لايبزغ في 13 مايو 2005
- 2006: Norbert Reithofer مديرا للشركة
- 2007: افتتاح مصنع CKD في تشيناي الهندية
- 2007: شراء شركة Husqvarna Motorcycles لصناعة الدراجات النارية
- 2007: افتتاح عالم BMW
- 2008: افتتاح متحف BMW في ميونخ
- 2013: بيع Husqvarna Motorcycles لشركة Pierer Industrie النمساوية